# Gustave Doré
Pour les articles homonymes, voir Gustave et Doré.
Ne doit pas être confondu avec Gustave Doret.
Gustave Doré, né le 6 janvier 1832 à Strasbourg et mort le 23 janvier 1883 à Paris, dans son hôtel de la rue Saint-Dominique, est un illustrateur, caricaturiste, peintre, lithographe et sculpteur français.
Son œuvre d'illustrateur fut reconnue dans le monde entier de son vivant comme l'une des plus importantes du siècle.

## Biographie

### Famille
Gustave Doré est né le 6 janvier 1832 au 5 (aujourd'hui 16) rue de la Nuée-Bleue à Strasbourg.
Il est le fils de Pierre Louis Christophe Doré, ingénieur des Ponts et Chaussées, né à Coblence le 23 thermidor de l’an X de la République, et d’Alexandrine Marie Anne Pluchart, née à Paris le 20 juin 1806. Ils eurent deux autres fils, Ernest, né à Épinal le 1er juin 1830, qui deviendra compositeur et employé de banque et Émile Paul, né deux ans après Gustave, futur général. La famille Doré vivait sur de bons revenus, ce qui permettra à Gustave de s’adonner pleinement à son art.
Gustave Doré noua un lien très fort avec sa mère pendant toute sa vie ; celle-ci était remplie d’orgueil face au talent de son fils qu’elle qualifia souvent de génie. Ce soutien était moins partagé par son père qui le destinait à une carrière moins précaire et souhaitait l'inscrire à l'École polytechnique. En 1834, la famille Doré s'installe au 6 rue des Écrivains, près de la cathédrale gothique.

### Jeunesse (1832-1847)

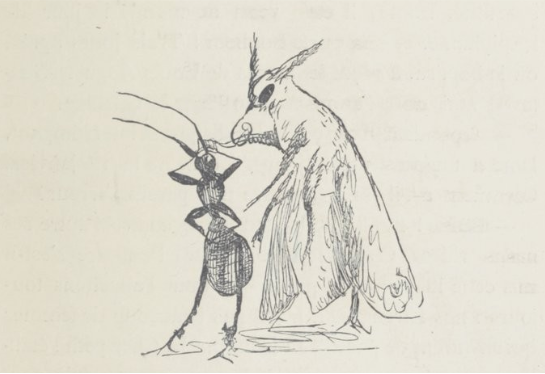
Première lettre illustrée par Gustave Doré (1837).

Dès l'âge de cinq ans, Gustave Doré, doté d'un sens pointu de l'observation, montre un talent singulier pour le dessin. Dès l'obtention de sa première palette de peinture, la nuit venue, il peint en vert une poule qui terrifia toute la ville. Sa grande curiosité lui permet de multiplier les croquis éclectiques (scènes intimes ou urbaines, mythologiques ou de l'Antiquité). Gustave entre dans la classe de la pension Vergnette, place de la Cathédrale, comme interne où il commence à illustrer ses cahiers d'écolier et des lettres qu'il écrit à ses parents et amis. Il réalise ses premières caricatures, prenant pour objet son entourage. Son imagination fertile se nourrit de lectures et d'inspirations précoces exceptionnelles pour son âge. Doré dessine M. Fox, une série de six dessins à la mine de plomb inspirés par l'œuvre de Grandville.
Avec un ton humoristique et vivace, il enchaîne le dessin de scènes indépendantes en utilisant l'anthropomorphisme, il s'inspire notamment de Cham et de Rodolphe Töpffer, surtout de ses « histoires en estampes ». Doré apprend également le violon, qu'il maîtrise très vite et dont il jouera toute sa vie. En 1840, à l'occasion du quadri-centenaire de l'invention de l'imprimerie et de l'inauguration d'une statue de Gutenberg à Strasbourg, il propose à ses camarades d'école de reproduire le cortège historique. Il organise le tout, décore les chars et conduit le char de la guilde des peintres-verriers. Cet épisode inaugural a marqué rétrospectivement l'artiste et ses biographes.

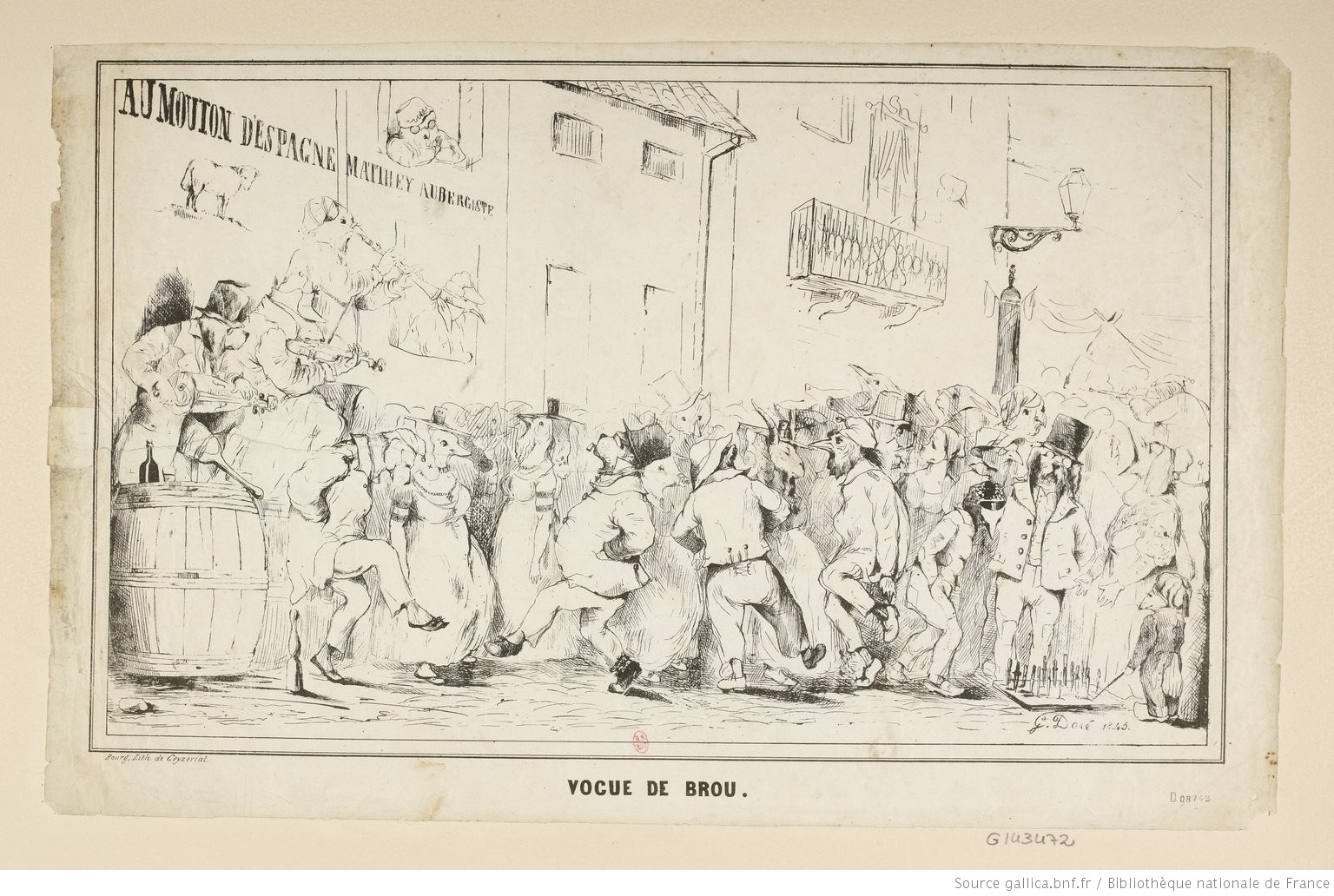
Vogue de Brou par Gustave Doré (1845).

En 1841, le père de Gustave Doré, Jean-Philippe Doré, polytechnicien, est nommé ingénieur en chef des Ponts et Chaussées de l'Ain et la famille Doré s'installe à Bourg-en-Bresse. L'enfant aux dons précoces est un très bon élève du collège mais il se fait encore davantage remarquer par ses caricatures et ses dessins inspirés du monde bressan qui l'entoure. Il trouve une inspiration dans les décors gothiques et les maisons du Moyen Âge de Bourg.
À l'âge de 13 ans, en 1845, ses premières œuvres  publiées sont trois dessins lithographiés à la plume par l'imprimerie Ceyzeriat de Bourg dont La Vogue de Brou. La même année il réalise Les Aventures de Mistenflûte et de Mirliflor un album de 16 pages.

### Les débuts professionnels (1847-1850)
La famille de Gustave Doré descend à l'hôtel Louvois, rue de Richelieu à Paris, en septembre 1847 pour ce qui devait être un court séjour. Tandis que son père s'absente, Doré, âgé de 15 ans, part rencontrer Charles Philipon, directeur de la maison d'édition Aubert & Cie et fondateur des journaux satiriques La Caricature (interdit par les lois sur la presse de 1835) et Le Charivari pour lui montrer ses nombreux travaux. Ces journaux ont dévoilé bon nombre d'illustrateurs dont Paul Gavarni et Honoré Daumier.
Charles Philipon propose alors un contrat de trois ans à Gustave Doré, lui permettant la réalisation d'une page hebdomadaire de dessins dans le nouvel hebdomadaire Le Journal pour rire. Cet accord ne voit le jour qu'après six mois de délibérations avec le père de Gustave toujours fortement opposé à ce que son fils devienne artiste. Il donne finalement son approbation, notamment grâce à l'appui de madame Doré en faveur de son fils. La signature du contrat est conditionnée à la poursuite de ses études et à une juste rétribution. Le contrat à peine signé, Philipon publie Les Travaux d'Hercule, le premier ouvrage lithographié officiel de l'artiste, dans la collection des « Jabot » chez l'éditeur Aubert. Comme le précise Thierry Groensteen, Les Travaux d'Hercule s'inscrivent « dans la première collection de bandes dessinées de l'histoire de l'édition française ». Cet album montre un trait souple, à la plume et à l'encre lithographique sur la pierre, avec un maximum de trois cases par page et des légendes brèves qui font allusion au comique parodique des dessins. De cet enchaînement de cases surgissent mouvement, durée et dynamisme.
L'éditeur parisien demande à Gustave Doré de venir s'installer à Paris où à partir de 1847, il suit les cours du lycée Charlemagne. Il sera logé chez madame Hérouville, une amie de sa mère, rue Saint-Paul. Il partagera son temps entre les cours et les caricatures pour le Journal pour rire dès 1848,. Gustave Doré arrive en plein essor de la presse (grâce à la mécanisation), des caricatures et des romans-feuilletons. Le mois de février 1848 marque sa première publication dans le journal avec le tirage du Beau jour des Étrennes. Pour composer ses caricatures, il se nourrit de sa vie quotidienne au lycée et de l'actualité bouillonnante de l'époque.
Malgré son jeune âge, Gustave Doré fait preuve d'un caractère indépendant et se forge un réseau important dans les milieux qu'il fréquente. Le 4 mai 1849, son père meurt des suites d'une maladie foudroyante, il ne l'avait pas revu depuis que celui-ci lui avait donné son consentement pour travailler auprès de Philipon. La veuve Doré et ses trois fils s’installent à Paris dans l’hôtel particulier situé au 73, rue Saint-Dominique (au numéro 7, aujourd'hui) dont Alexandrine Doré vient d’hériter. Il profite du Salon libre pour y exposer deux de ses dessins à la plume : Le Nouveau Bélisaire et une scène d’ivrognes et L’union fait la force. Par ailleurs il peint sa première toile Pêcheur amarrant une barque pendant la tempête.

### Voyages, premiers essais de peinture, grandes œuvres graphiques (1850-1860)
Son deuxième album, Trois artistes incompris et mécontents […], sort de presse vers 1851, suivi des Des-agréments d’un voyage d’agrément, et tout au long de la décennie il lithographie des suites comiques (Ces Chinois de Parisiens, Les Folies gauloises depuis les Romains jusqu’à nos jours) et collabore au journal L’Illustration.
Les deux albums Trois artistes incompris et mécontents et Des-agréments d'un voyage d'agrément sont publiés chez Aubert. Libéré de l'inspiration de Rodolphe Töppfer et du respect des cadres, Gustave Doré réalise des vignettes librement disposées avec plusieurs dimensions. La pluralité de la composition des pages, ses innovations et ses variantes graphiques se déploient surtout dans Des-agréments d'un voyage d'agrément. Sa technique fait appel au dessin direct sur la pierre avec le crayon lithographique.

#### Peintre
À partir de 1851, tout en exposant ses toiles, il produit quelques sculptures de sujets religieux et collabore à diverses revues dont le Journal pour tous. En 1851, il expose son premier tableau, Pins sauvages, au Salon.
Il est convié à la cour par Napoléon III en 1854, il profite alors de la vie mondaine parisienne qu’il affectionne. Au Salon, sa première œuvre religieuse, L’Ange de Tobie, est acquise par l’État pour la somme de 2 000 francs. Fort de son expérience graphique, Doré se lance dans la peinture d’histoire avec La Bataille de l’Alma, présentée au Salon de 1855 avec deux paysages. Sa toile Le Meurtre de Riccio est refusée par le jury.
De plus en plus reconnu, Gustave Doré illustre, entre 1852 et 1883, plus de cent vingt volumes qui paraissent en France, mais aussi en Allemagne, en Angleterre et en Russie. Il achève plusieurs albums lithographiques (La Ménagerie parisienne, Les Différents Publics de Paris).

#### Le Juif errant

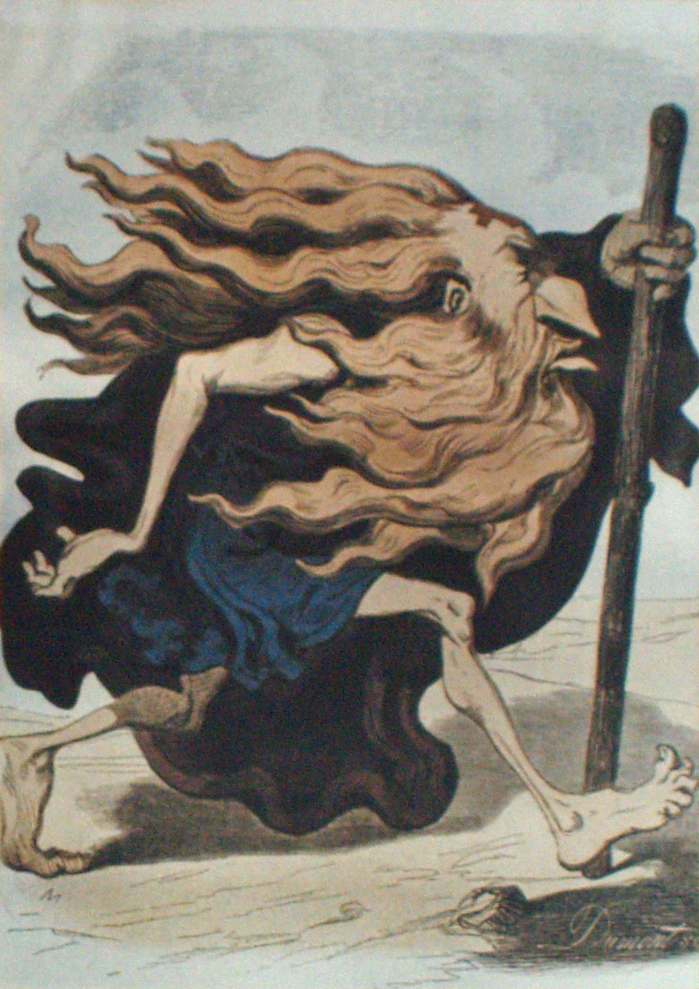
Caricature du Juif errant, parue dans le Journal pour rire du 22 mai 1852.

En 1852, il illustre avec une main de peintre, Le Juif errant, un poème mis en musique de Pierre Dupont, une œuvre de rupture dans son parcours artistique et dans l'histoire de la gravure sur bois. Délaissant la gravure sur cuivre ordinairement privilégiée, Gustave Doré choisit la technique du bois de teinte (gravure d'interprétation). Cette dernière permet une palette infinie de tons, très proche des effets picturaux. Le bois de teinte permet de dessiner directement au lavis et à la gouache sur des blocs de bois de bout (coupés en tranches perpendiculairement au tronc) dont la surface dure est travaillée au burin. Doré a formé sa propre école de graveurs. Chaque planche de l'œuvre, avec une courte légende issue du poème, est une œuvre de peinture. Le format important de l'ouvrage permet le passage aux films in-folio. L'image est indépendante du texte. Cette œuvre connaît un grand succès public.

#### L'Histoire pittoresque, dramatique et caricaturale de la sainte Russie

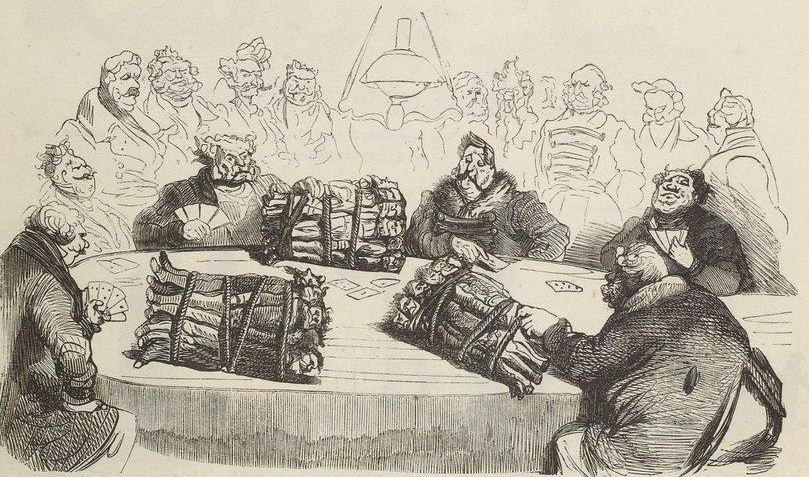
Dessin extrait de lHistoire pittoresque, dramatique et caricaturale de la sainte Russie (réédition de 1974 sous le titre Les Russes).

La guerre de Crimée lui inspire son quatrième récit graphique et ses premiers dessins et caricatures politiques, L'Histoire pittoresque, dramatique et caricaturale de la sainte Russie. Lors de la campagne de Crimée, il réalise, en 1854, à la fois comme auteur et comme illustrateur, Histoire pittoresque, dramatique et caricaturale de la sainte Russie, une charge contre ce pays avec qui la France et l'Angleterre étaient entrées en guerre. Considéré comme le dernier des albums de « bandes dessinées » de Gustave Doré, le seul ouvertement politique, il est réalisé dans un contexte d'un large mouvement nationaliste avec le début de la guerre de Crimée et réanime le cliché occidental de la barbarie russe.
Constitué de plus de 500 vignettes, remettant en cause les codes de la mise en page et du dessin, ce violent pamphlet politique résume l'histoire sanglante de la Russie des origines jusqu'à l'époque contemporaine de Gustave Doré. Le caractère démesuré des scènes de guerres, de massacres, d'assassinats, de tortures provoque plus le sourire que des grimaces d'effroi. La jubilation est à l'honneur tant sur le plan verbal que graphique. Comme le souligne David Kunzle, « Doré met ses fantaisies graphiques au diapason de ses extravagances verbales, se livrant aux joies du calembour à un point tel que c'est souvent la perspective d'un jeu de mots qui justifie le choix d'un épisode. »
C'est un album qui préfigure la bande dessinée, où il joue sur le décalage entre le texte et l'illustration, et où il utilise d'étonnantes astuces graphiques. On ressent aussi particulièrement dans cet album les influences de Rabelais (que Doré cite abondamment), Sterne, Bürger ainsi que d'auteurs plus modernes comme Töpffer, Cham ou même Nodier.[réf. nécessaire]

#### Rabelais
Paul Lafon, écrivain et éditeur, dont il avait fait la connaissance chez Philipon, accède à sa demande d'illustrer les œuvres de Rabelais. En 1854, l'ouvrage est publié chez Joseph Bry avec 99 vignettes et 14 planches hors texte gravées sur bois. Cette édition abordable, avec une faible qualité d'impression et un format modeste (un grand in-octavo) n'est pas à la hauteur des ambitions fortes de Gustave Doré. En 1873 il illustre une autre version plus luxueuse des Œuvres de Rabelais qui regroupe plus de sept-cents illustrations.
À peine de retour de vacances familiales en Suisse, Doré prend la route de Biarritz en compagnie de Paul Dalloz et Théophile Gautier qui le soutient vivement dans ses critiques d’art. Il fait une incursion en Espagne, en vue d’illustrer le Voyage aux eaux des Pyrénées (1855) de son ami Hippolyte Taine. L’illustration, en 1855 de Les Cent Contes drolatiques d'Honoré de Balzac d’Honoré de Balzac (près de 600 dessins) confirme sa réputation d’illustrateur.
En 1860, il collabore à la décoration de la salle du personnel de l'hôpital de la Charité de Paris, partiellement reconstruite au musée de l'Assistance publique - Hôpitaux de Paris.

### L'âge d'or de l'illustrateur (1861-1866)
Gustave Doré souhaite déployer son talent dans l'illustration des grandes œuvres de la littérature, souffrant du mépris observé envers la caricature et le dessin d'actualité. Il va lister la trentaine de chefs-d'œuvre dans le genre épique, comique ou tragique de sa bibliothèque idéale en souhaitant les illustrer dans le même format que Le Juif errant, L'Enfer de Dante, les Contes de Perrault, Don Quichotte, Homère, Virgile, Aristote, Milton ou Shakespeare.

#### LaDivine Comédie

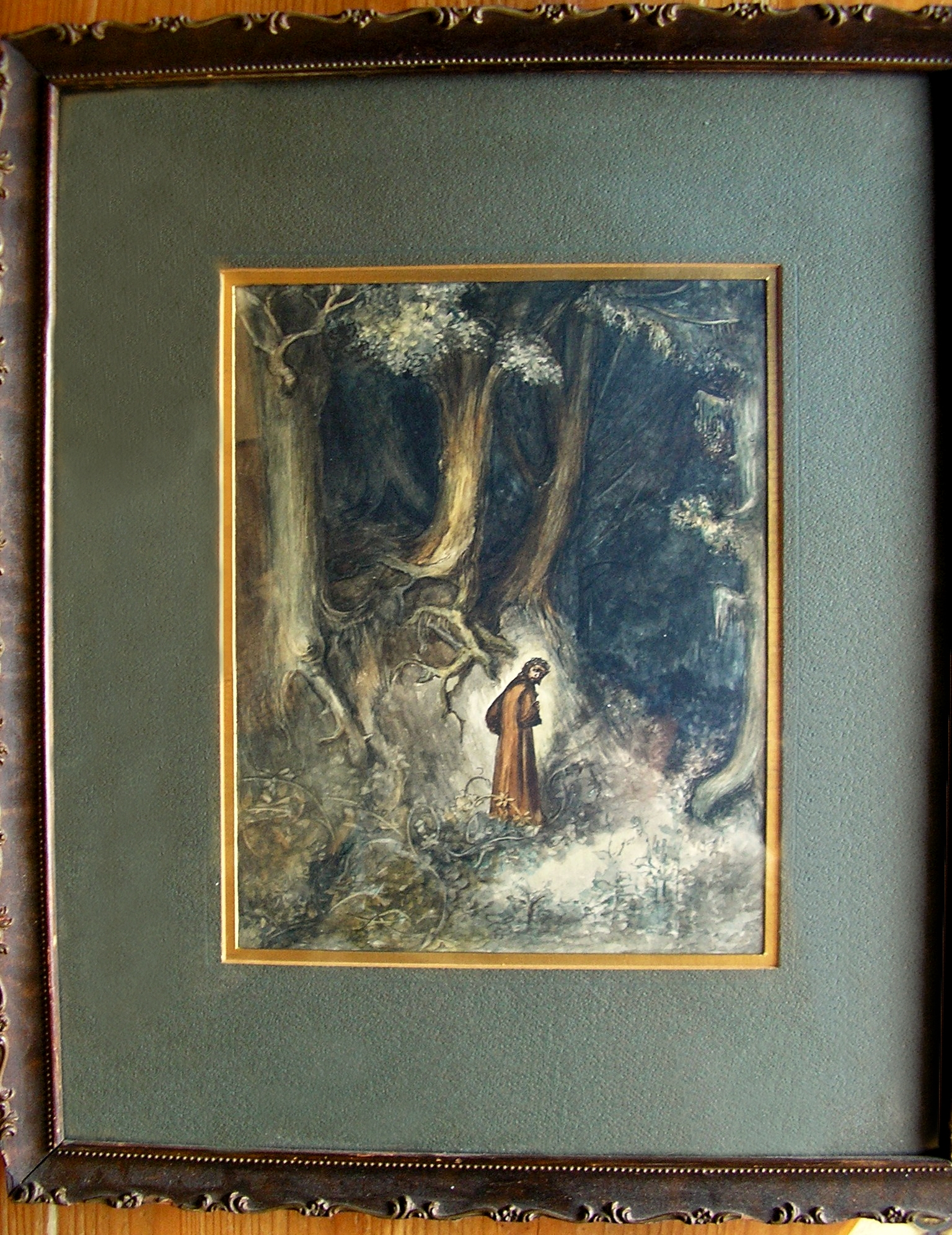
Gouache exécutée avant 1861 par Gustave Doré afin d'illustrer L'Enfer (édition Hachette, 1861) via une gravure d'Héliodore Pisan.

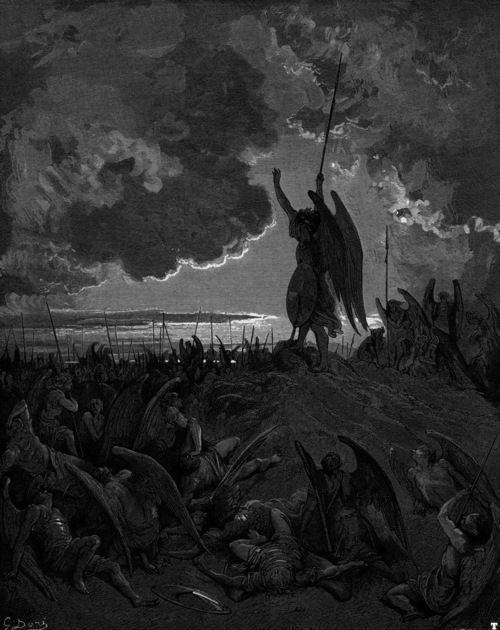
Satan parle au conseil de l'Enfer, 1866. Illustration du Paradis perdu de John Milton.

Gustave Doré s'attaque à la Divine Comédie, et commence à produire ses dessins à partir de 1857. les éditeurs refusent de produire cette publication luxueuse d'un trop grand coût. Gustave Doré doit auto-publier l'œuvre de Dante en 1861.

Le succès critique et populaire salue la congruité saisissante des compositions sur le texte. Le critique d'art Lorédan Larchey affirme que :

« L'auteur est écrasé par le dessinateur. Plus que Dante illustré par Doré, c'est Doré illustré par Dante. »

Les éditions Hachette, entre 1861 à 1868, finissent par publier la Divine Comédie de Dante incluant les dessins de Doré traduits sous la forme de gravures sur bois. Doré triomphe notamment avec la parution de L’Enfer en 1861, ouvrage particulièrement soigné et L’Enfer de Dante. Doré expose en même temps au Salon trois grandes peintures d’après la Divine Comédie, dont sa toile monumentale Dante et Virgile dans le neuvième cercle de l'Enfer, des dessins, un paysage et des photographies d’après des bois gravés, avant leurs tirages.
La plupart des critiques reprocheront, à partir de cette date, et de manière récurrente à sa peinture de n'être qu'une illustration agrandie. En effet la peinture de Gustave Doré a influencé l'illustration de ses ouvrages de littérature par le choix des formats, le sens de la composition, la mise à l'honneur du décor et par son art de la mise en scène. Gustave Doré multiplie les points de vue, en plongée, contre-plongée, plans panoramiques ou frontaux avec une recherche d'efficacité maximale de l'image. Gustave Doré est le premier illustrateur à avoir utilisé l'image comme un ressort essentiel du suspense. Selon Ray Harryhausen, célèbre concepteur d’effets spéciaux, « Gustave Doré aurait été un grand chef opérateur, […] il regarde les choses avec le point de vue de la caméra. » En effet, dans les gravures qu'il consacre à la ville de Londres, avec ses gares et sa foule permanente, le regard se positionne de manière à agripper et suivre le mouvement constant.

#### DesContes de PerraultauQuichotte
En 1862, il publie chez l’éditeur Hetzel les Contes de Perrault ainsi que L’Album de Gustave Doré, son dernier recueil de lithographies.
Il effectue entre 1861 et 1862 un voyage en Espagne avec le baron Jean Charles Davillier pour le compte du journal Le Tour du monde qui lui permet de se documenter en vue de son Don Quichotte (1863, voir le tome 2), entrepris en septembre 1862 à Baden-Baden en compagnie du graveur Héliodore Pisan. Outre les publications périodiques, du voyage d'Espagne sera tiré un livre : L'Espagne, de Charles Davillier avec 309 gravures sur bois de Doré, publié en 1874. Et les planches sur les combats de taureaux seront republiées ultérieurement sous le titre La Tauromachie de Gustave Doré.
En même temps, Doré mise de plus en plus sur la peinture. En avril 1861, il s’installe dans un nouvel atelier, beaucoup plus vaste, 3, rue Bayard (VIIIe arrondissement).
Il fréquente alors la société mondaine et élargit ses activités picturales il compose de grands tableaux comme Dante et Virgile dans le neuvième cercle de l'Enfer (1861 - 311 × 428 cm – musée de Brou), L'Énigme (au musée d'Orsay) ou Le Christ quittant le prétoire (1867-1872 - 600 × 900 cm — musée d'Art moderne et contemporain de Strasbourg).
Après deux demandes effectuées par Saintine, le 13 août 1861, il est décoré en tant que Chevalier de la Légion d'honneur.
Dans les années 1860, il illustre également la Bible. Fasciné par son univers, elle lui offre tout ce qu'il aime représenter : des scènes fantastiques, des paysages grandioses, une grande variété de personnages, des apparitions célestes et des actions dramatiques. En 1866, sa monumentale sainte Bible en deux volumes (voir aussi le tome 2) est publiée ainsi que Paradise Lost de Milton (chez Cassell) qui consacre sa réputation en Angleterre,.
En 1863, il participe à la première édition de la Société nationale des beaux-arts[source insuffisante].
À l’occasion de la visite de la reine d’Angleterre à l’Exposition universelle de Paris de 1867, il a fait la connaissance du journaliste londonien William Blanchard Jerrold, avec lequel il collabore activement autour de 1870.

### La Doré Gallery et la Commune de Paris (1867-1871)
En 1867, à Londres, où sa Bible connaît un immense succès, une Doré Gallery ouvre au 35, New Bond Street, pour laquelle il produit de nombreux tableaux religieux qui iront ensuite jusqu’aux États-Unis.
En 1870, il s’engage dans la Garde nationale pour défendre Paris de l’armée prussienne et réalise plusieurs toiles patriotiques jusqu’en 1871. Pendant la Commune de Paris, il se réfugie à Versailles,.

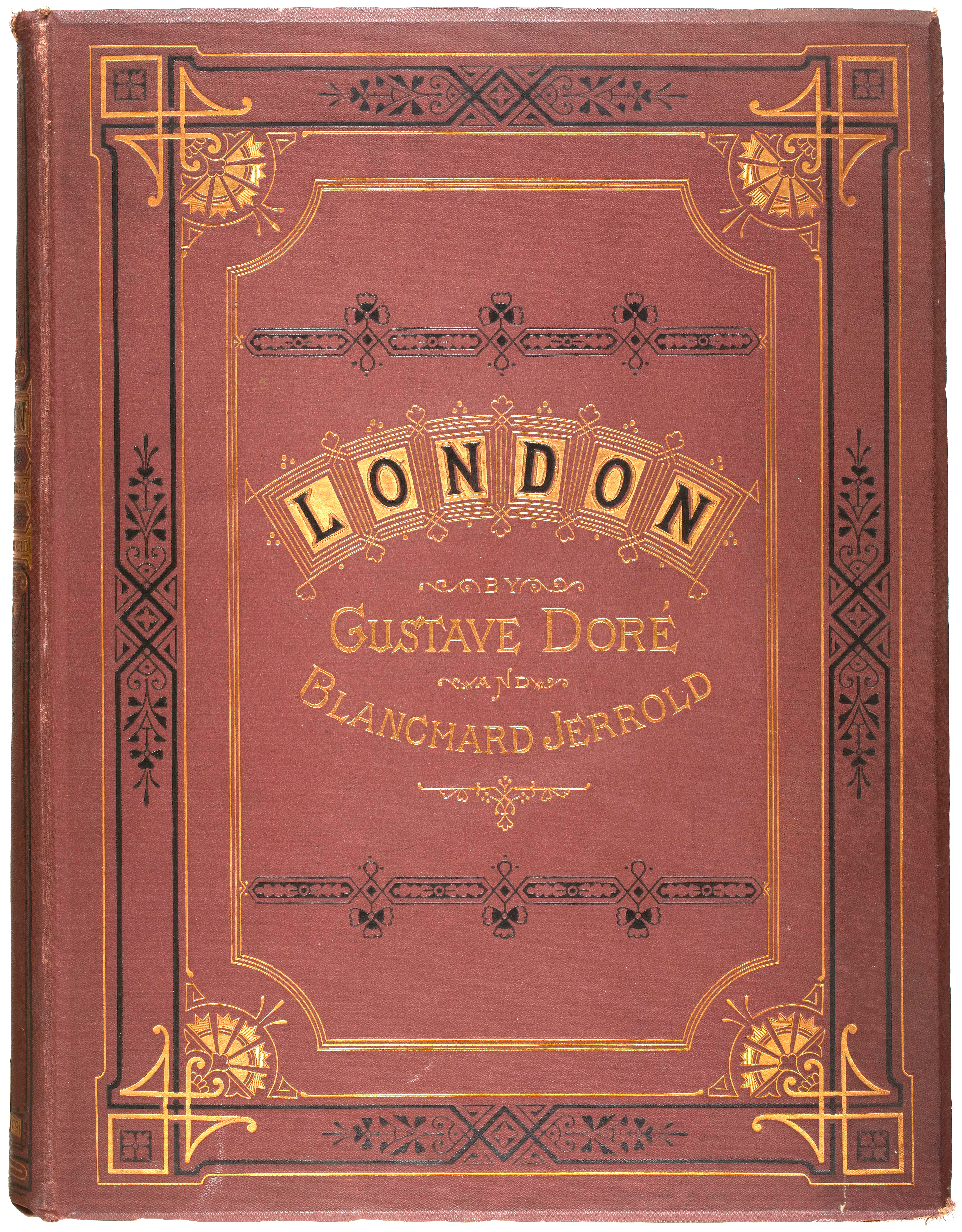
Couverture de l'ouvrage sur le Londres des années 1870.

Il publie London: A Pilgrimage de Blanchard Jerrold, en 1872, son art de la composition atteint son apogée dans ce véritable reportage sur le Londres de la fin du XIXe siècle où toutes les classes sociales sont présentes, son inspiration est particulièrement éclatante dans la description des bas-fonds londoniens.
Multipliant en même temps dessins et illustrations en tous genres (fantastique, portraits-charges), sa notoriété s'étend à l'Europe, il rencontre un immense succès en Angleterre avec la Doré Gallery ouverte à Londres en 1868 au 168 New Bond Street.
En 1875, l'illustration du poème de Samuel Taylor Coleridge : The Rime of the Ancient Mariner (La Complainte du vieux marin) publié à Londres par la Doré Gallery est un de ses plus grands chefs-d'œuvre.

### Fin de vie (1877-1883)
En 1877, Doré expose pour la première fois une sculpture au Salon : La Parque et l'Amour. Si son œuvre est bien accueillie, le succès n'est pas à la hauteur de ses attentes. Le critique Charles Timbal écrit: 
Asthmatique, il ressent en 1878 les premières atteintes d'une angine de poitrine qu'il soulage grâce à l'air des montagnes suisses et à la consommation d'opium.
En 1879 il est nommé officier de la Légion d'honneur. Sa mère meurt la même année. De manière paradoxale, Gustave Doré a abordé son œuvre d'illustrateur dans le costume d'un peintre tandis que sa peinture a été constamment jaugée selon son talent d'illustrateur. Ce jugement a terriblement affecté Gustave Doré, désespérant d'être reconnu en tant que peintre. Pendant tout son parcours artistique, Gustave Doré avait un engagement égal dans la peinture et dans l'illustration sans y voir d'incompatibilité. Il faudra attendre ses dix dernières années pour qu'il n'aborde l'illustration que comme une activité lui permettant de financer « ses couleurs et ses pinceaux ».
Il meurt d'une crise cardiaque à 51 ans, le 23 janvier 1883, en laissant une œuvre imposante de plus de dix mille pièces, qui exercera par la suite une forte influence sur nombre d'illustrateurs. Son ami le futur maréchal Foch organise les obsèques à Sainte-Clotilde, l'enterrement au Père-Lachaise et un repas d'adieu au 73 rue Saint-Dominique.

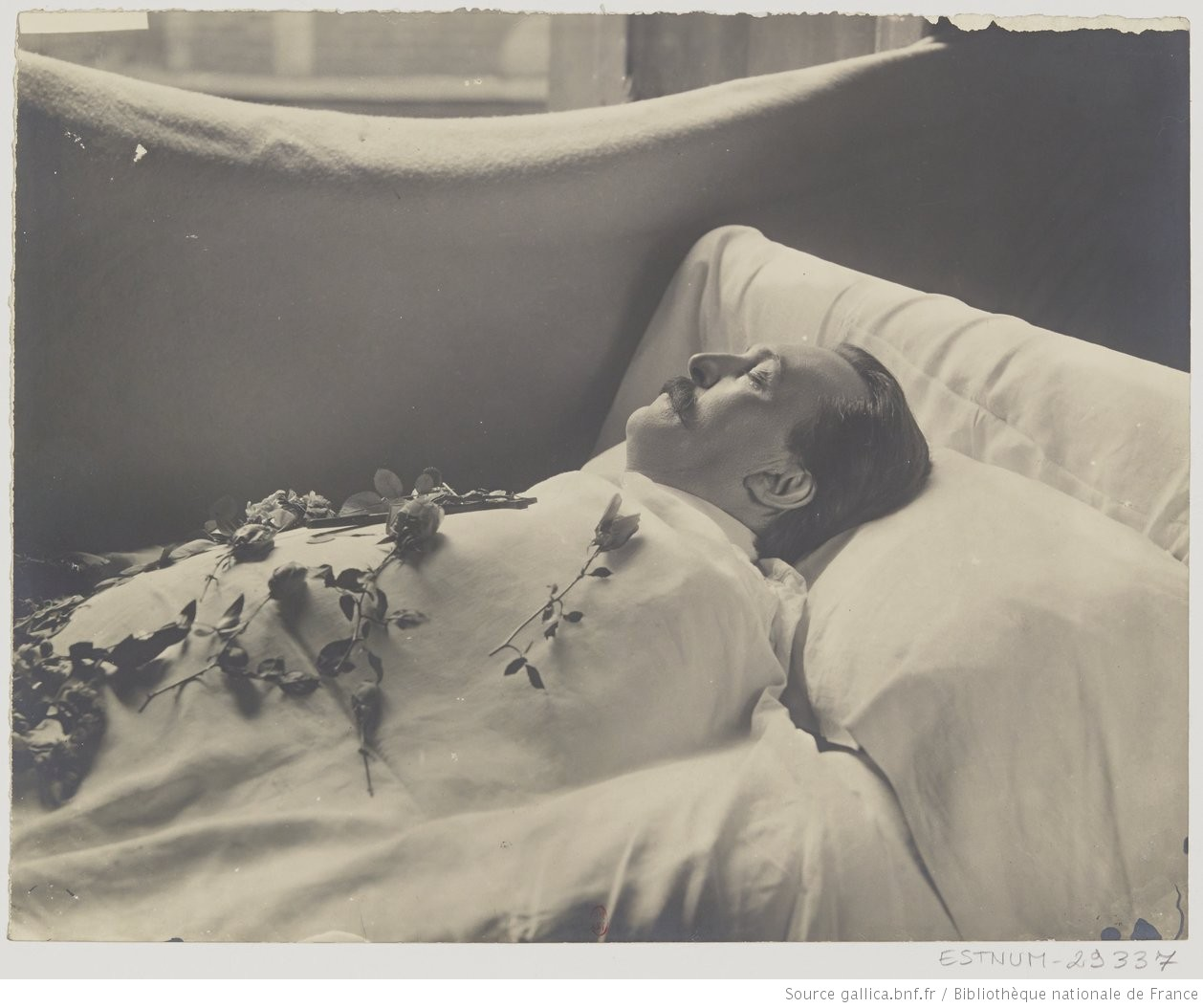
Gustave Doré sur son lit de mort par Nadar (1883).
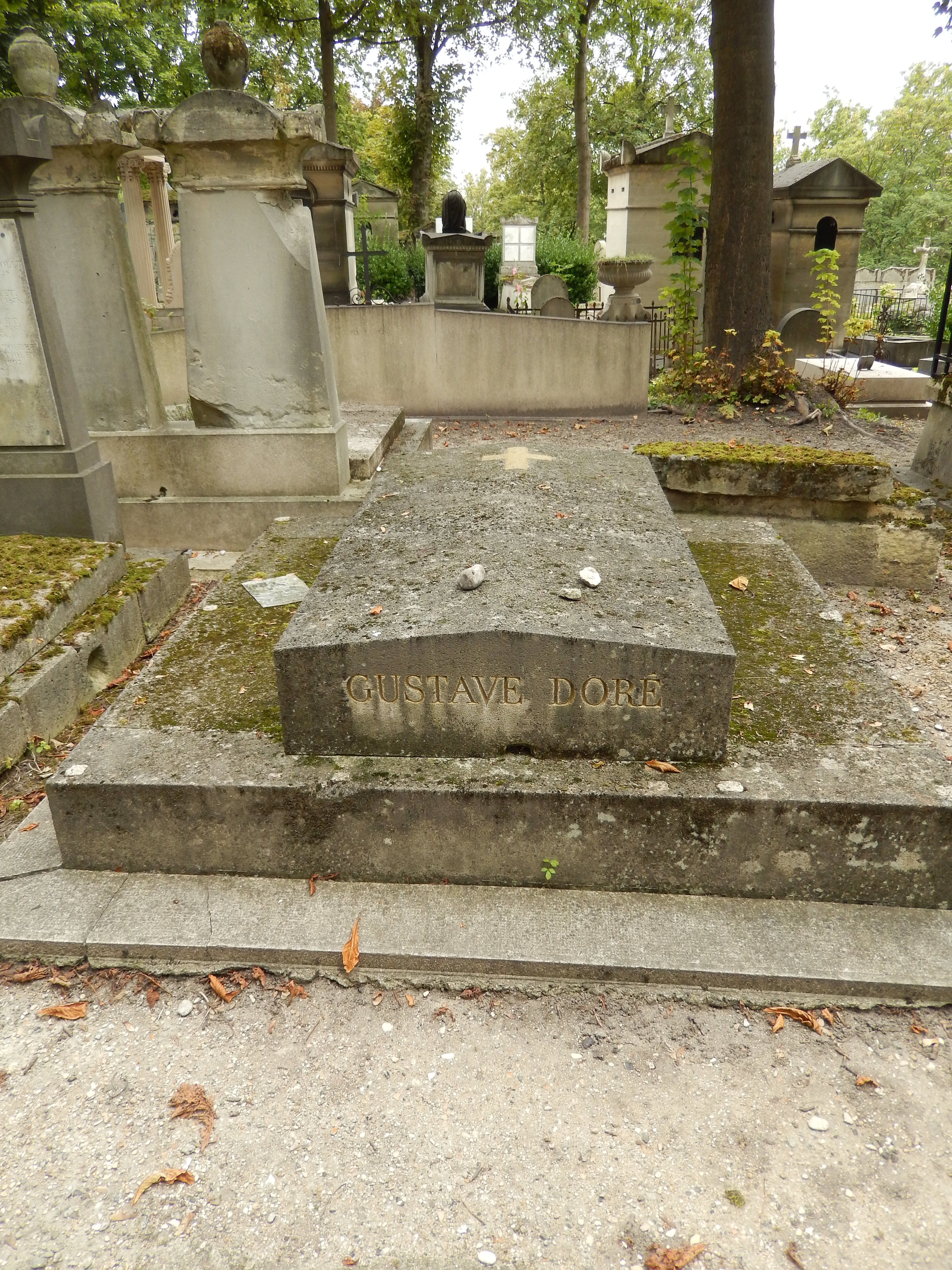
Tombe de Gustave Doré (cimetière du Père-Lachaise, division 22).

## Parcours artistique et réception critique

### Évolution de son style pictural
La remarque de Marie Jeanne Geyer résume parfaitement le parcours artistique de Gustave Doré : 

« C'est pourtant dans l'ombre de la peinture que Gustave Doré invente malgré lui une imagerie moderne dans laquelle apparaît, à travers un dessin novateur et expressif et des mises en scène condensant toute la tension dramatique d'une histoire, une nouvelle façon d'appréhender l'illustration. Toute la modernité de Doré consiste dans cet éloignement du texte illustré et dans l'invention d'un langage particulier qui paraît étrangement précéder le récit en laissant émerger une image définitive. »

### Gustave Doré et son rapport à la gravure
L'importance de la gravure et de l'édition est fondamentale pour comprendre la popularisation des images composées par Doré.
Gustave Doré est avant tout un dessinateur et un peintre. Il a très peu gravé lui-même ses compositions. Il possédait une connaissance des différentes techniques de gravure, notamment le bois gravé, et le dessin sur pierre lithographique, cette dernière fut celle par laquelle il commença sa carrière, dès 1845. À la fin de sa vie, il expérimente à partir de 1872, l'eau-forte, ou du moins dessinait-il sur le vernis mou, laissant le soin à d'autres de faire mordre sur le métal ses compositions ; au total, on en compte une trentaine de planches (sans compter les états intermédiaires). Tels sont les éléments que rapportent Henri Beraldi qui produisit une étude assez complète sur cette question (1887).
Ses propres créations d'estampes, de lithographie ou d'eau-forte représentent un pourcentage très faible par rapport à l'ensemble du corpus des illustrations, son intérêt pour ces techniques correspond à la vogue dont ont bénéficié celles-ci successivement au moment où Doré les a pratiquées.
Il laissait à d'habiles graveurs (voir plus loin) le soin de traduire ses compositions, et travaillait en concertation avec eux, ainsi qu'avec les tireurs et les éditeurs. La pierre lithographique rend beaucoup mieux l'énergie, le style, la fureur, et même certains veloutés propres du trait de Doré, tandis que la traduction sur bois tend à écraser quelque peu l'ensemble.
Toutefois, certains graveurs sur bois ont su retraduire le génie graphique de Doré : l'un deux est Adolphe Gusman.

## Publications

### Ouvrages écrits et illustrés par Gustave Doré
- 1847 : Les Travaux d’Hercule, coll. « Les Jabots », Paris, Chez Aubert & Cie.
- 1850 [décembre] : Trois artistes incompris et mécontens, Paris, Chez Aubert & Cie.
- 1851 [novembre] : Des-agréments d'un voyage d'agrément, Paris, Paris, Chez Aubert & Cie.
- 1854 : Histoire pittoresque, dramatique et caricaturale de la sainte Russie, gravures sur bois sous la direction de Noël-Eugène Sotain, Paris, J. Bry aîné.

### Ouvrages illustrés par Gustave Doré

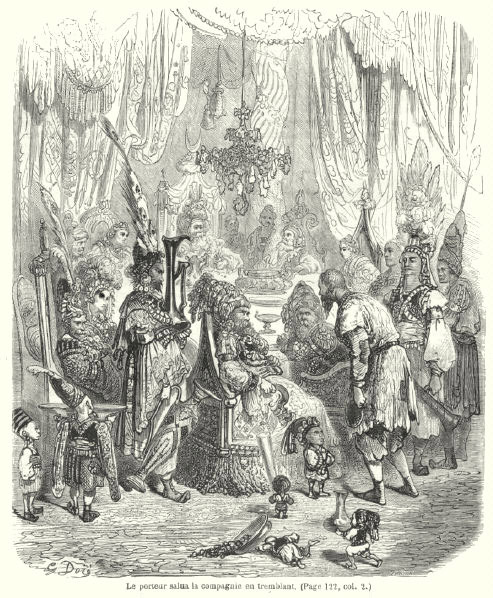
Gustave Doré, Sinbad le marin, 1865.

Contrairement à ce qui est dit parfois, Gustave Doré — ami pourtant de Hetzel — n'illustra aucun des Voyages extraordinaires de Jules Verne. Sa production s'élève à plus d'une centaine d'ouvrages, en particulier :
- François Rabelais : Œuvres, 1851, 104 ill. ; nouvelle édition avec gravures sur bois, 1873
- Honoré de Balzac : Les Cent Contes drolatiques, 1855
- Jules Gérard : La Chasse au lion, 1855, 11 ill.
- La Comtesse de Ségur : Nouveaux Contes de fées, 1857, 20 vignettes (plus 9 dans l'édition de 1863)
- Hippolyte Taine : Voyage aux Pyrénées, 1858, 337 vignettes
- Shakespeare : The Tempest, 1860, 5 gravures
- X. B. Saintine, Le chemin des écoliers, Hachette, 1861, 450 vignettes
- Dante Alighieri : la Divine Comédie, Paris, Hachette : L'Enfer, 1861, 76 ill., Le Purgatoire et Le Paradis, 1868, 60 ill. ; trad. de Pier-Angelo Fiorentino.
- Gottfried August Bürger : Les Aventures du Baron de Münchhausen, Charles Furne, traduction nouvelle de Théophile Gautier Fils, 1862, 158 ill.
- Charles Davillier, « Voyages en Espagne » publié de 1862 à 1873 dans la revue Le Tour du monde, sous le titre « Combats de taureaux », Hachette 1862[39].
- Ernest L'Épine : La Légende du Croque-Mitaine, Paris, Hachette, 1863, 177 vignettes sur bois
- Miguel de Cervantes : Don Quichotte, 1863, 377 ill.
- Chateaubriand : Atala, 1863, 44 ill.
- Benjamin Gastineau : Chasses au lion et à la panthère en Afrique. Paris, Hachette, 1863, 17 gravures sur bois
- Sinbad le Marin, 1865, 20 ill.
- la Bible : traduction de Bourassé et Janvier, appelée aussi Bible de Tours, 1866[40]
- Théophile Gautier : Le Capitaine Fracasse, 1866, 60 ill.
- Victor Hugo : Les Travailleurs de la mer, 1867, 22 ill.
- Charles Perrault : Les Contes de ma mère l'Oie (La Barbe bleue, Cendrillon, Le Chat botté, Le Petit Chaperon rouge, Le Petit Poucet, Riquet à la houppe, Les Fées, La Belle au bois dormant, Peau d'âne), 1867.
- Ernest L'Épine : Histoire de l'intrépide Capitaine Castagnette, 2e édition, 1867, 43 illustrations xylographiées. Éditions librairie L. Hachette et Cie.
- Wright Thomas : Historical cartoons, from the first to the nineteenth century. 1868 Londres John Camden Hotten. 20 lithographies.
- Jean de La Fontaine : Fables, 1868, 248 ill. Paru aux éditions Hachette dès novembre 1866 et vendu en 60 « livraisons » à raison d'une livraison de 16 pages par semaine pour 50cts
- Alfred Tennyson : Idylls of the King[41], 1868, 37 gravures en taille-douce
- (en) Gustave Doré et Blanchard Jerrold, London : A Pilgrimage, Londres, Grant & Co., 1872, 455 p. (lire en ligne sur Gallica)[42]. 180 ill.
- John Milton, Paradise Lost, 1874, 50 ill.
- Charles Davillier, L'Espagne, Hachette, 1874, in folio, 309 gravures sur bois
- Louis Énault, Londres publié en 1876 avec 174 gravures de G. Doré.
- Coleridge : The Rime of the Ancient Mariner, 1876, 42 ill.
- Joseph François Michaud, Histoire des Croisades, 1877, 100 gravures.
- L'Arioste, Roland furieux, 1878, 668 ill.
- Edgar Poe : The Raven, Sampson Low et Co, 1883, 23 gravures sur bois

### Compilations, ouvrages et recueils posthumes
- Théophile Gautier (fils) : traduction des Aventures du baron de Münchhausen, 1893.
- Edmund Ollier, The Doré Gallery, containing two hundred and fifty beautiful engravings, selected from the Doré Bible, Milton, Dante's Inferno, Dante's Purgatorio and Paradiso, Atala, Fontaine, Fairy Realm, Don Quixote, Baron Munchausen, Croquemitaine, etc., etc., Londres, Cassel, Petter and Galpin (s.d.), grand in-4° (BNF 31035576)
- Albert Lemant, Gustave dort, texte et illustrations, coédition Musée d'Orsay et éd. L'Atelier du poisson soluble, 2014 — album hommage à Gustave Doré (présentation en ligne)

### Journaux
| Période   | Nom du journal                                                                    | Lieu de publication |
| --------- | --------------------------------------------------------------------------------- | ------------------- |
| 1848-1858 | Le Journal pour rire                                                              | Paris               |
| 1851      | La Revue comique                                                                  | Paris               |
| 1851-1883 | Journal universel de la famille                                                   | Paris               |
| 1855-1856 | The Illustrated London News                                                       | Londres             |
| 1855-1860 | Musée français-anglais                                                            | Paris               |
| 1855-1870 | Journal pour tous                                                                 | Paris               |
| 1856-1857 | Le Voleur illustré, cabinet de lecture universel                                  | Paris               |
| 1857-1883 | Le Monde illustré                                                                 | Paris               |
| 1857-1876 | La Semaine des enfants, magasin d'images et de lectures amusantes et instructives | Paris               |
| 1860-1883 | Le Tour du monde, nouveau journal des voyages                                     | Paris               |
| 1864-1872 | Le Journal illustré                                                               | Paris               |
| 1870-1875 | Illustration européenne                                                           | Bruxelles           |
| 1873-1874 | La Presse illustrée                                                               | Paris               |

## Œuvres

### Peintures

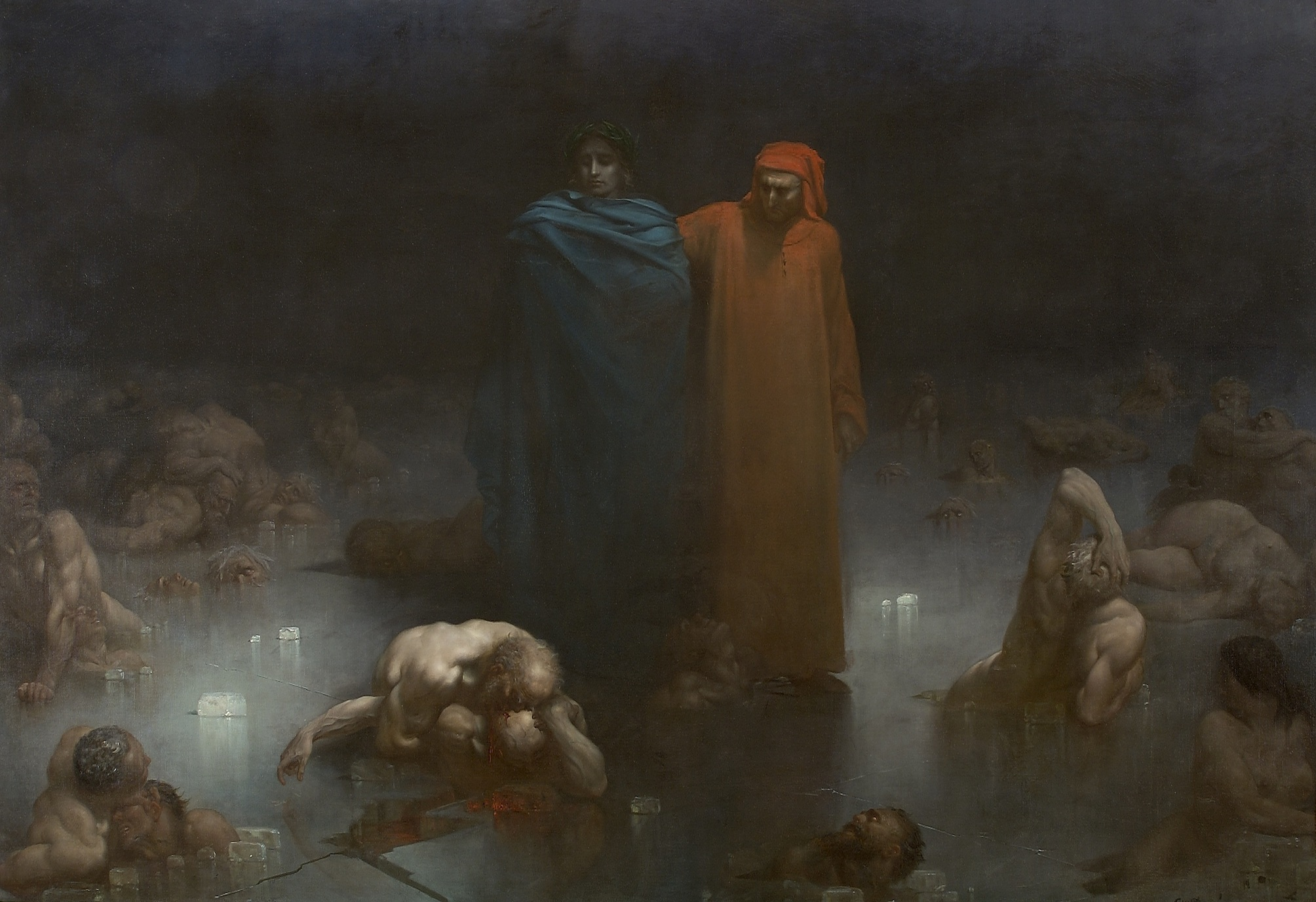
Dante et Virgile dans le neuvième cercle de l'Enfer.

- Le Christ quittant le prétoire, huile sur toile, 600 × 900 cm, 1867 à 1872, musée d'art moderne et contemporain de Strasbourg, une réplique de 482 × 722 cm, peinte entre 1876 et 1883, est exposée au musée d'Arts de Nantes
- Andromède, huile sur toile, 256 × 172 cm, 1869.
- L'Énigme, huile sur toile, 130 × 195,6 cm, 1870-71, musée d'Orsay à Paris
- Les Saltimbanques, huile sur toile, 224 × 184 cm, 1874, musée d'Art Roger-Quilliot de Clermont-Ferrand
- Les Mendiants de Burgos, huile sur toile, 64 × 119,6 cm, 1875, collection privée
- Souvenir de Loch Lomond, huile sur toile, 131 × 196 cm, 1875, musée des beaux-arts du Canada à Ottawa
- Loch Leven, huile sur toile, 118 × 195,6 cm, 1878, musée d'art moderne et contemporain de Strasbourg
- La Vallée de larmes, huile sur toile, 413 × 627 cm, 1883, Petit Palais de Paris

#### Non datées
- Torrent de montagne, huile sur toile, 92 × 166 cm, non daté, musée d'Art de Toulon
- Paysage avec troupeau, huile sur toile, 94 × 168,5 cm, non daté, musée d'Art de Toulon
- Dante et Virgile dans le neuvième cercle de l'Enfer, huile sur toile, 1861, musée du monastère royal de Brou, Bourg-en-Bresse
- Nocturne aux elfes, huile sur toile, musée Thomas-Henry, Cherbourg-en-Cotentin
- La fille de Jephté et ses compagnes, 1865, huile sur toile, Tainan, Chimei Museum
- Lac en Ecosse, après l'orage, huile sur toile, 90 x 130 cm,1875-1878, musée de Grenoble.
- Paysage de montagne, huile sur toile, 255 x 191, musée des Beaux Arts de Nancy

On note la non localisation de 12 tableaux de l'artiste destinée à la série intitulée Paris tel qu'il est.

### Dessins
- Le Grand Derby, aquarelle sur trait de crayon et rehauts de gouache blanche, 98 × 73 cm, vers 1870.

### Sculptures

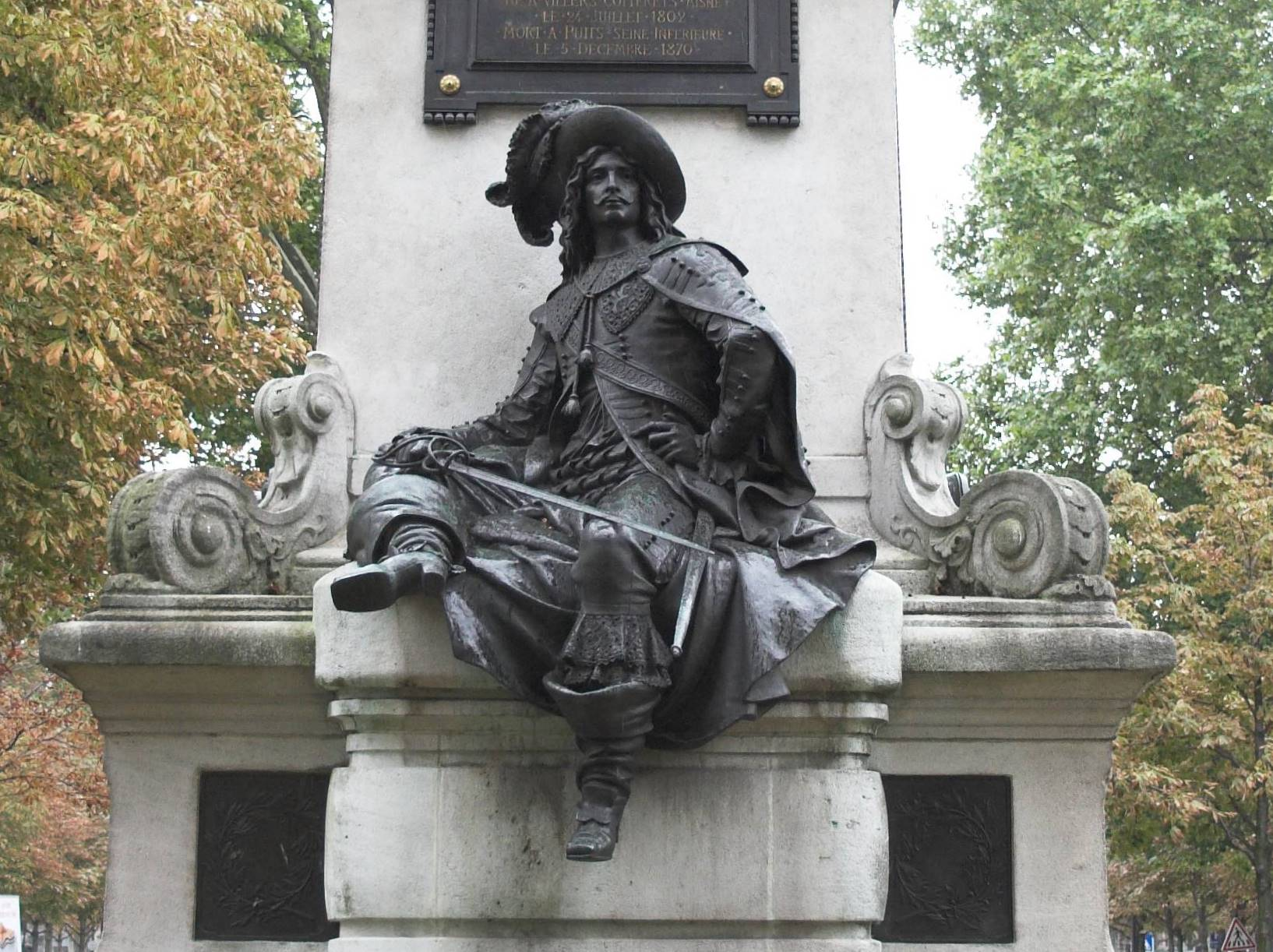
D'Artagnan.

- D'Artagnan, bronze, 1883, place du Général-Catroux, Paris
- La Parque et l’Amour, terre-cuite, 1877, musée des Beaux-Arts de Brou à Bourg-en-Bresse; bronze, musée des beaux-arts du Canada
- L'Effroi, bronze, Salon de 1879[45]
- Monument à Alexandre Dumas père, 1883, Place du Général-Catroux, Paris[46]
- À saute-mouton, bronze[45]
- La pyramide humaine, bronze, Musée national du sport, Nice
- La Défense nationale, bronze, Rosenberg Library, Galveston, Texas
- La Gloire étouffant le Génie (La Gloire poignardant le Génie), Plâtre, Maubeuge
- Roget et Angélique (Persée et Andromède), Bronze, Milly-la-Forêt
- Ménéades dans un bois, plâtre

## Illustrations traduites en gravures
Parmi les grands interprètes et collaborateurs contemporains de Doré, on compte Louis Paul Pierre Dumont, Ulysse Fournier (1836-1895), Octave Jahyer, Henri Théophile Hildibrand, Charles Laplante, Alphonse Joseph Ferdinand Minne, François Pannemaker, Héliodore Pisan, Noël-Eugène Sotain.

### Les contes de Perrault

Les contes de Perrault
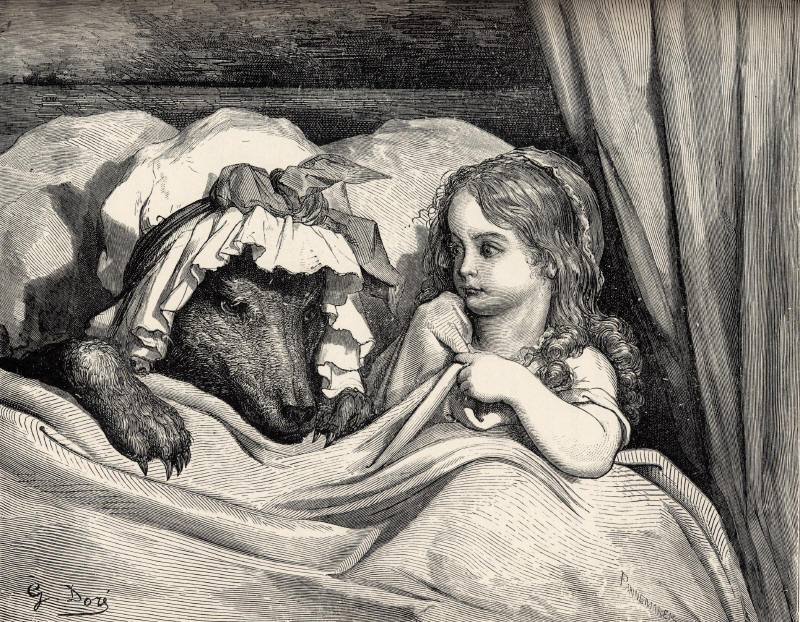
Le Loup et Le Petit Chaperon rouge.
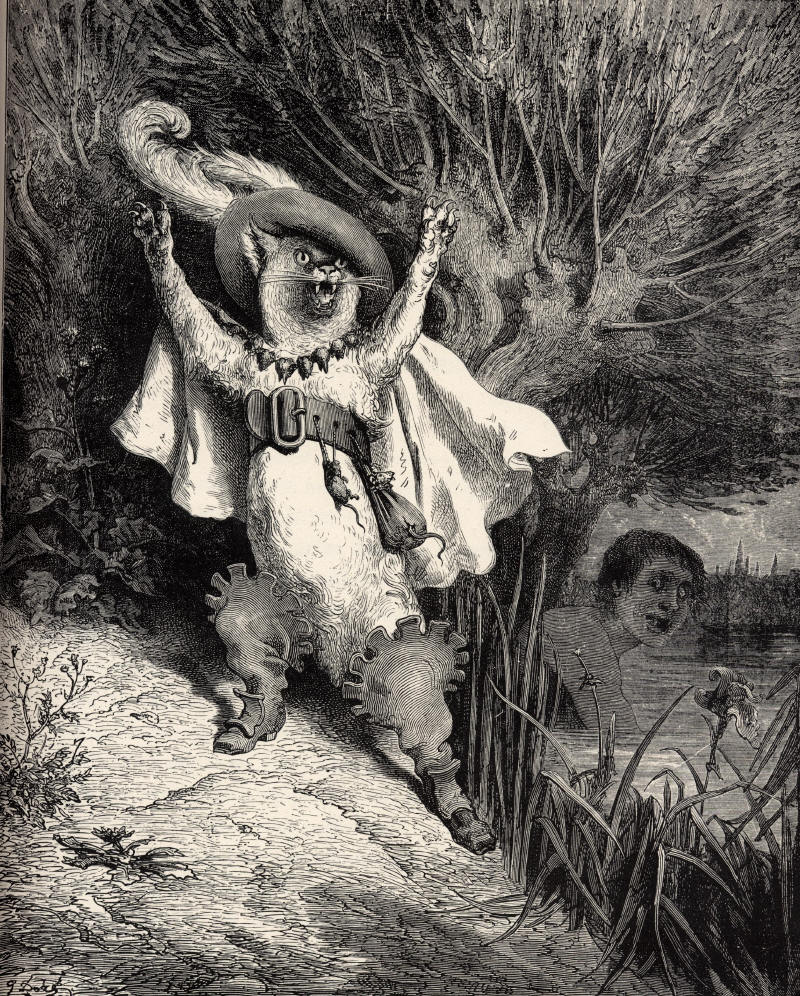
Le Chat botté.
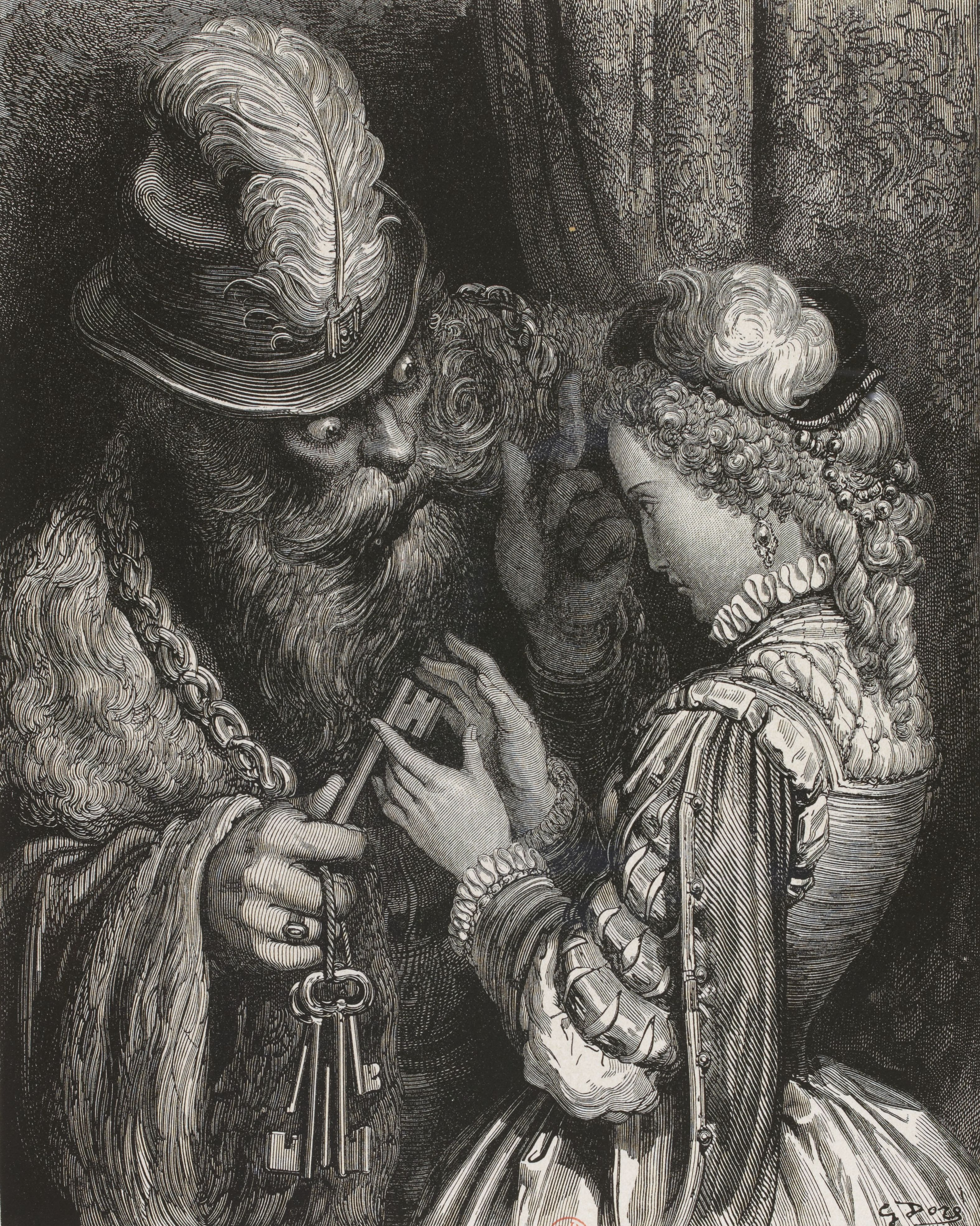
La Barbe bleue confiant la clef fée.
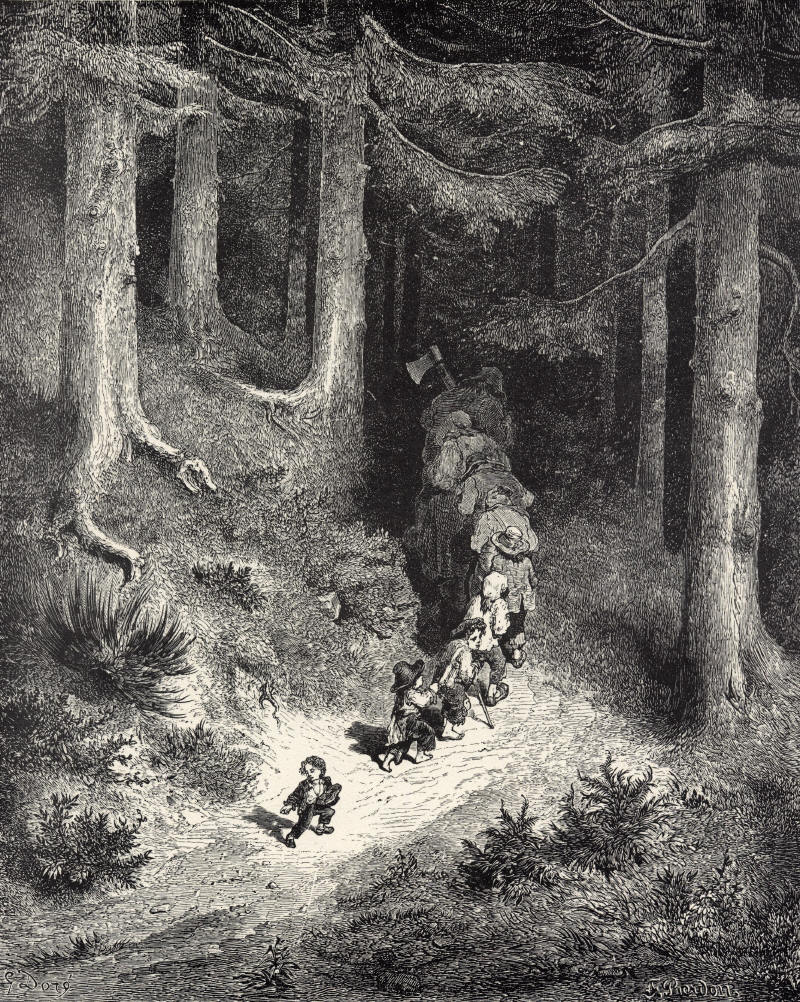
Le Petit Poucet.
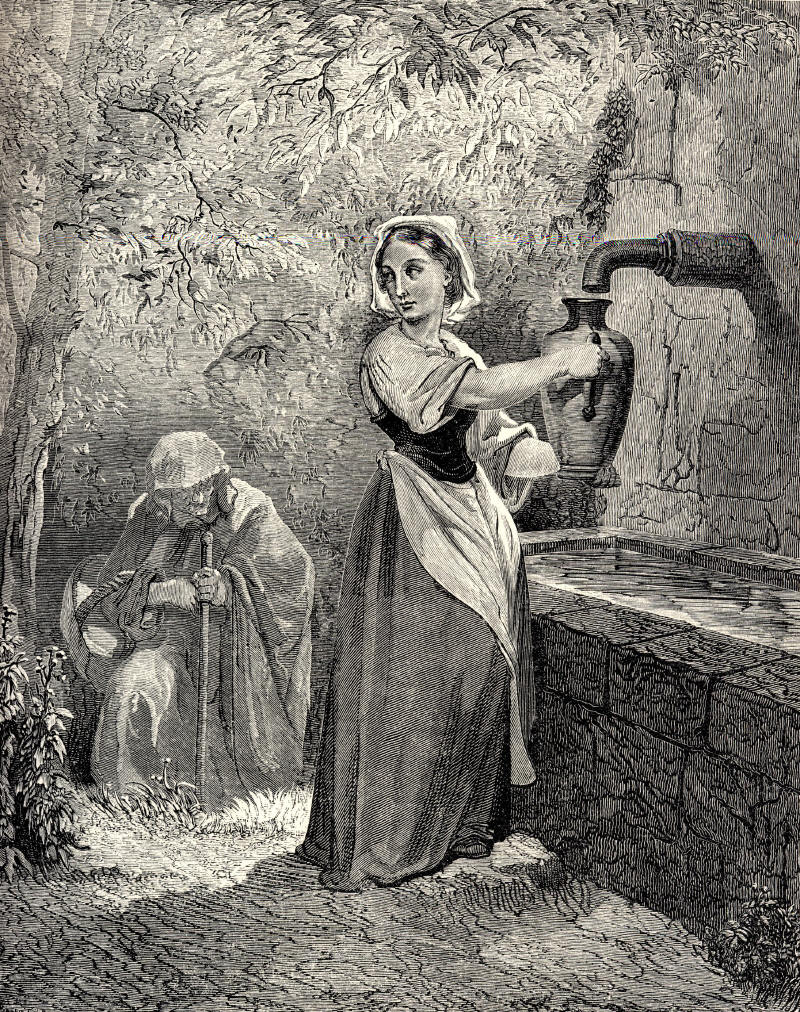
Les Fées.
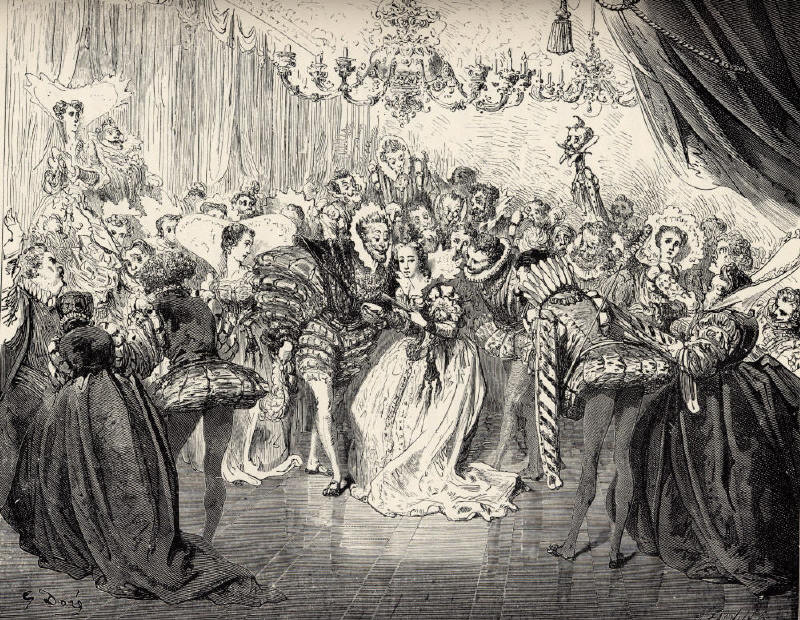
Cendrillon.
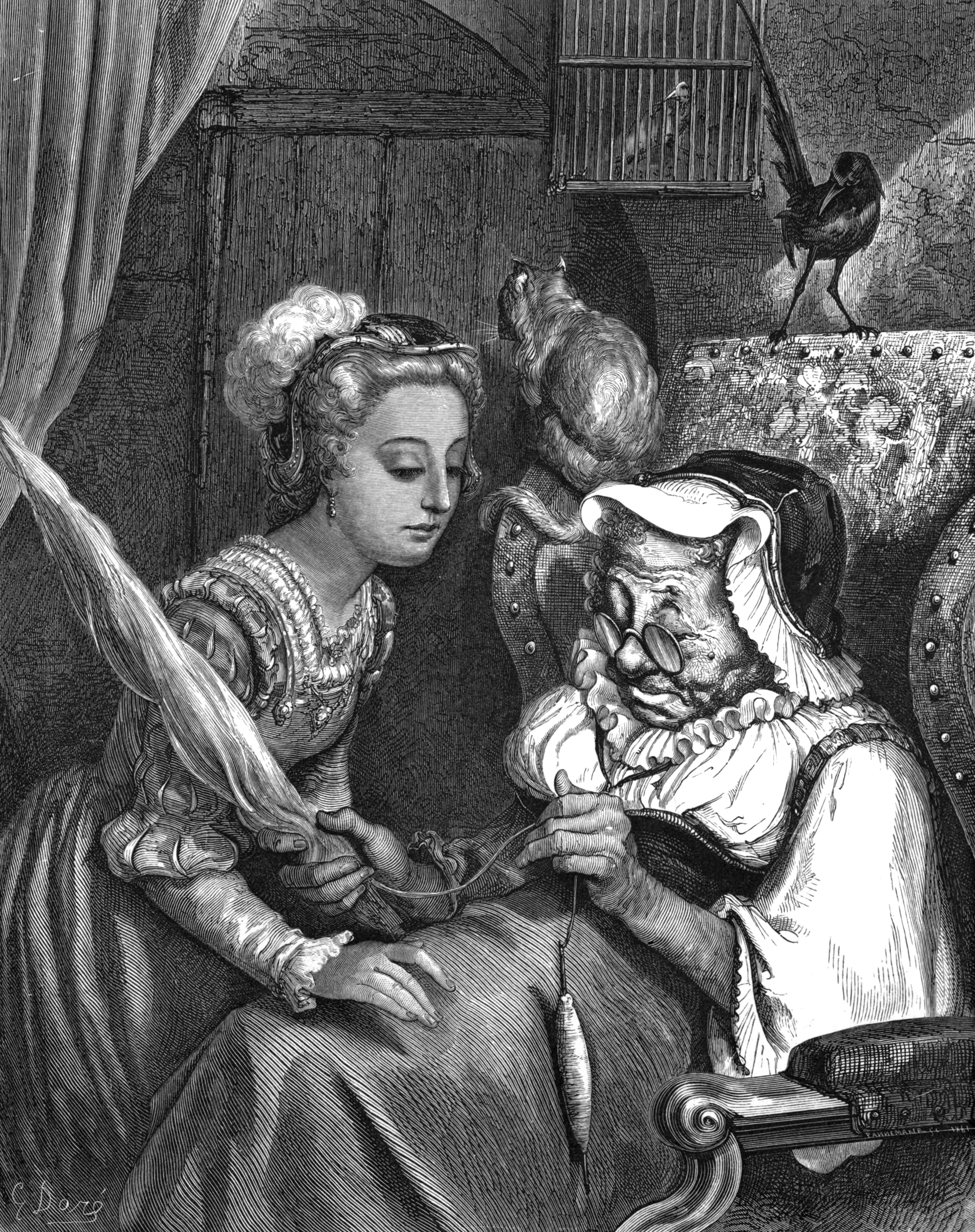
La Belle au bois dormant.
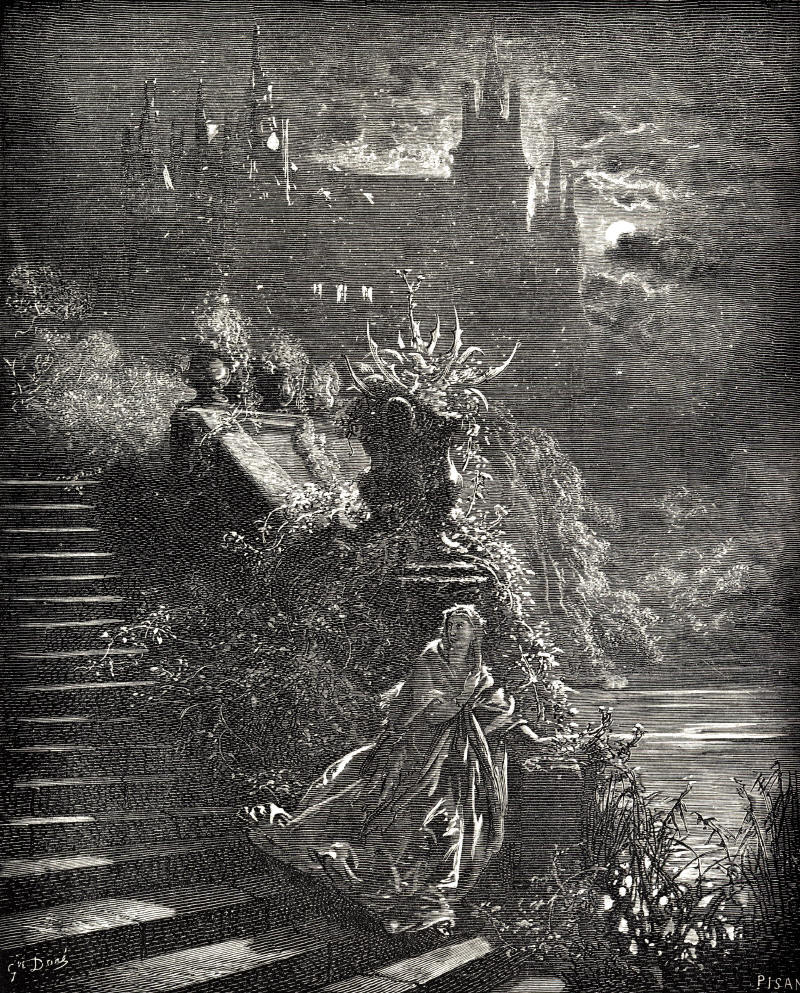
Peau d'âne.

### La Tauromachie de Gustave Doré

La Tauromachie de Gustave Doré
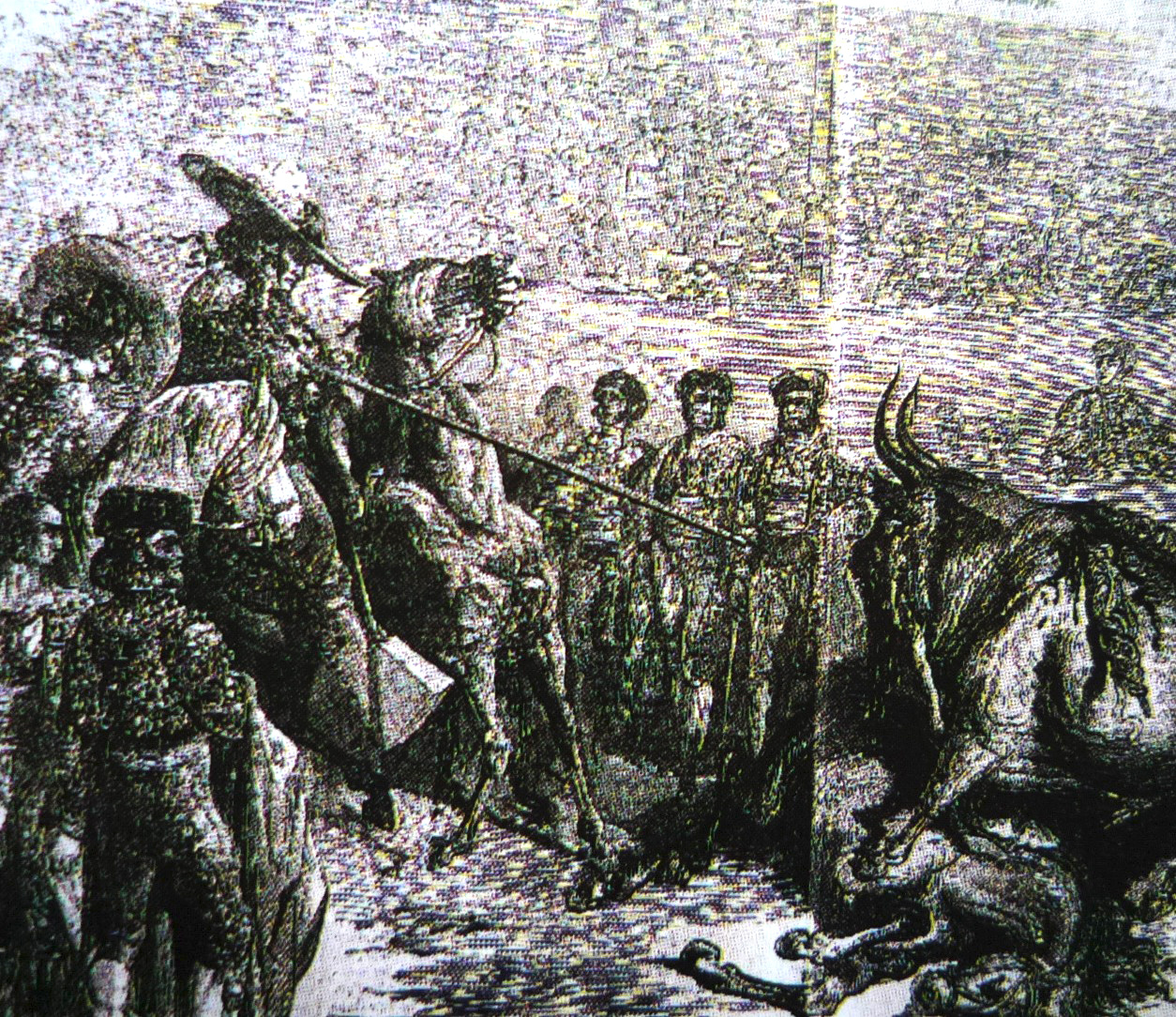
Corrida, 1860.
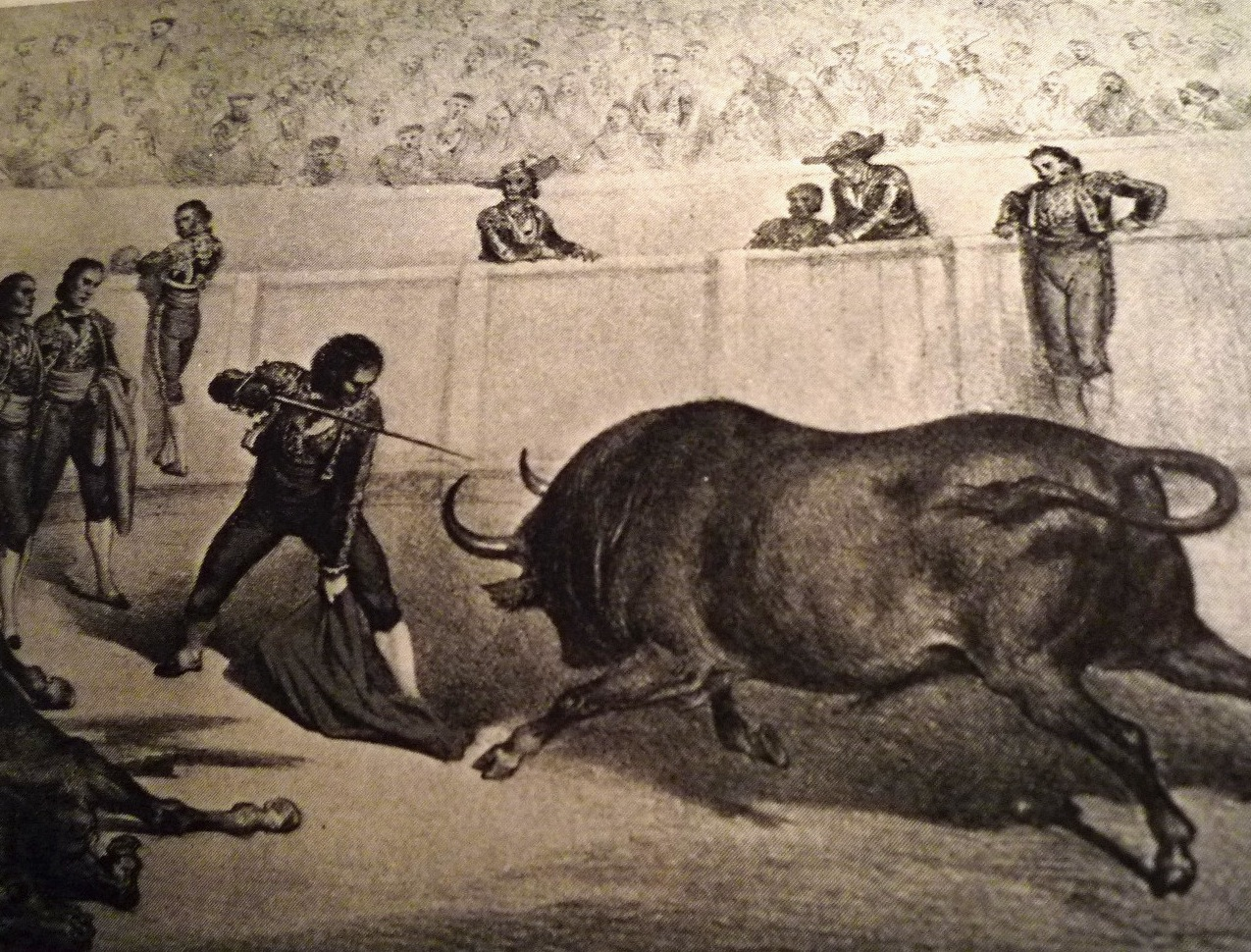
Estocade.
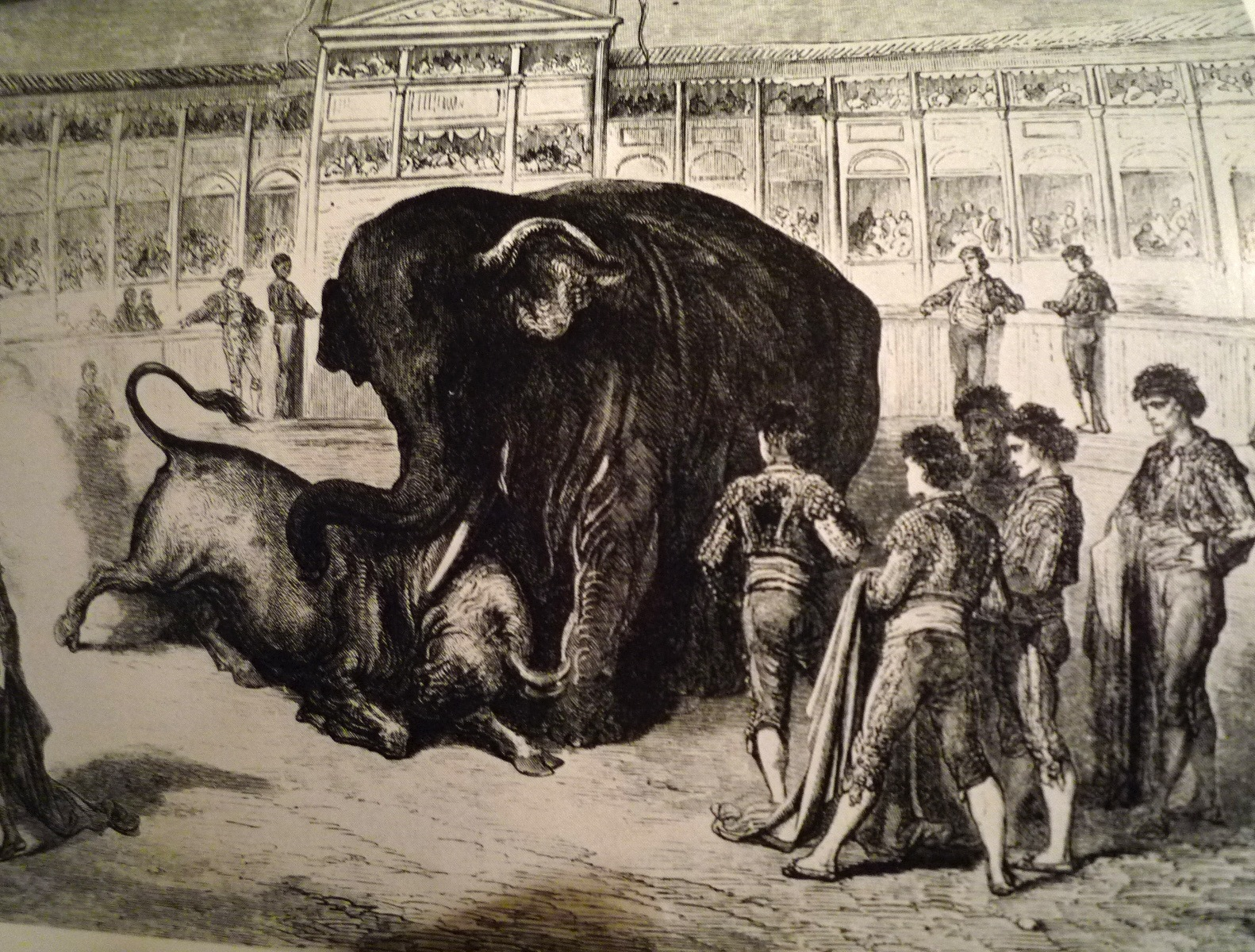
Corrida : combat du taureau et de l'éléphant.

### Samuel Coleridge

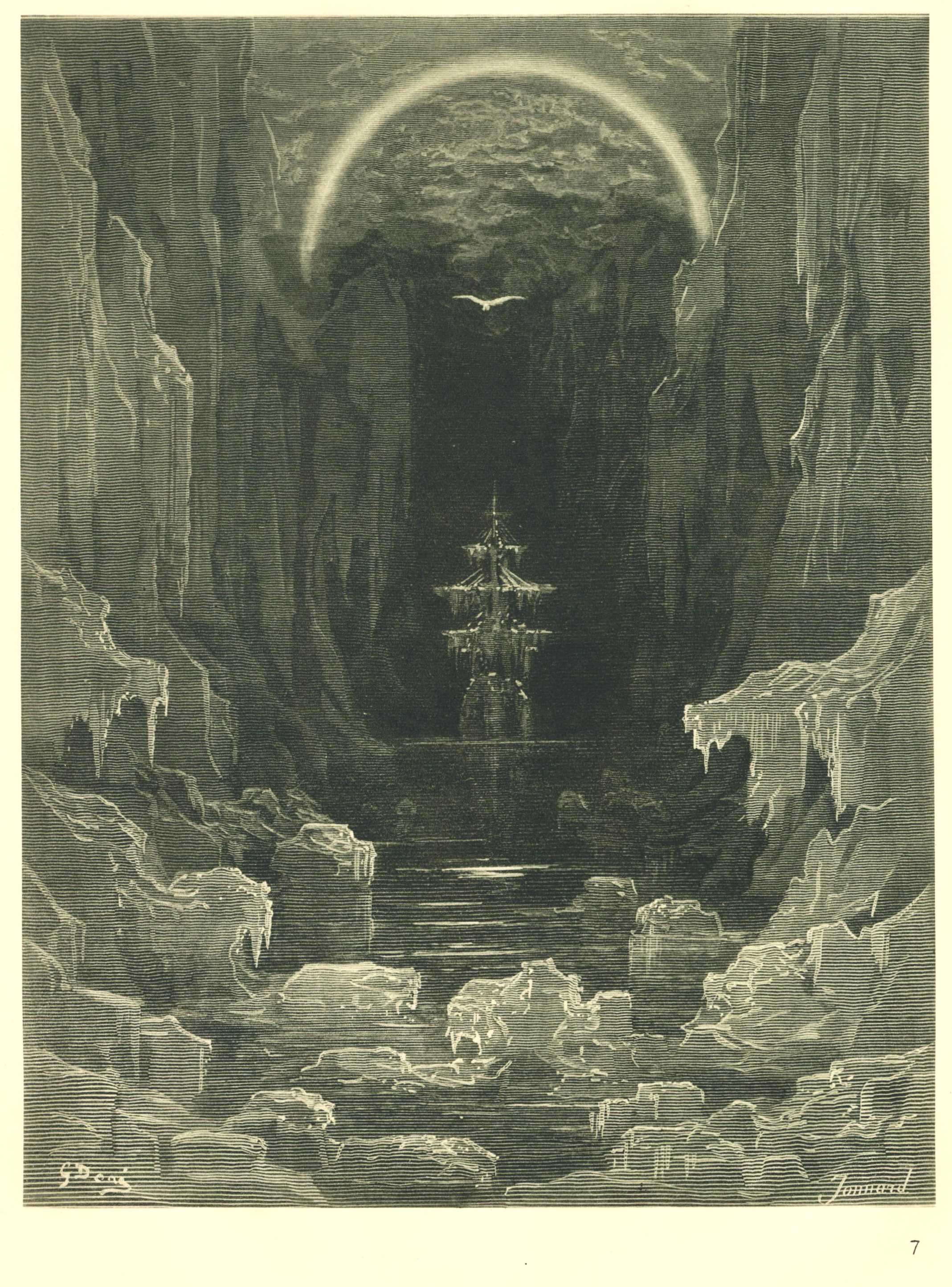
Samuel Coleridge : La Complainte du vieux marin.

### Autres œuvres

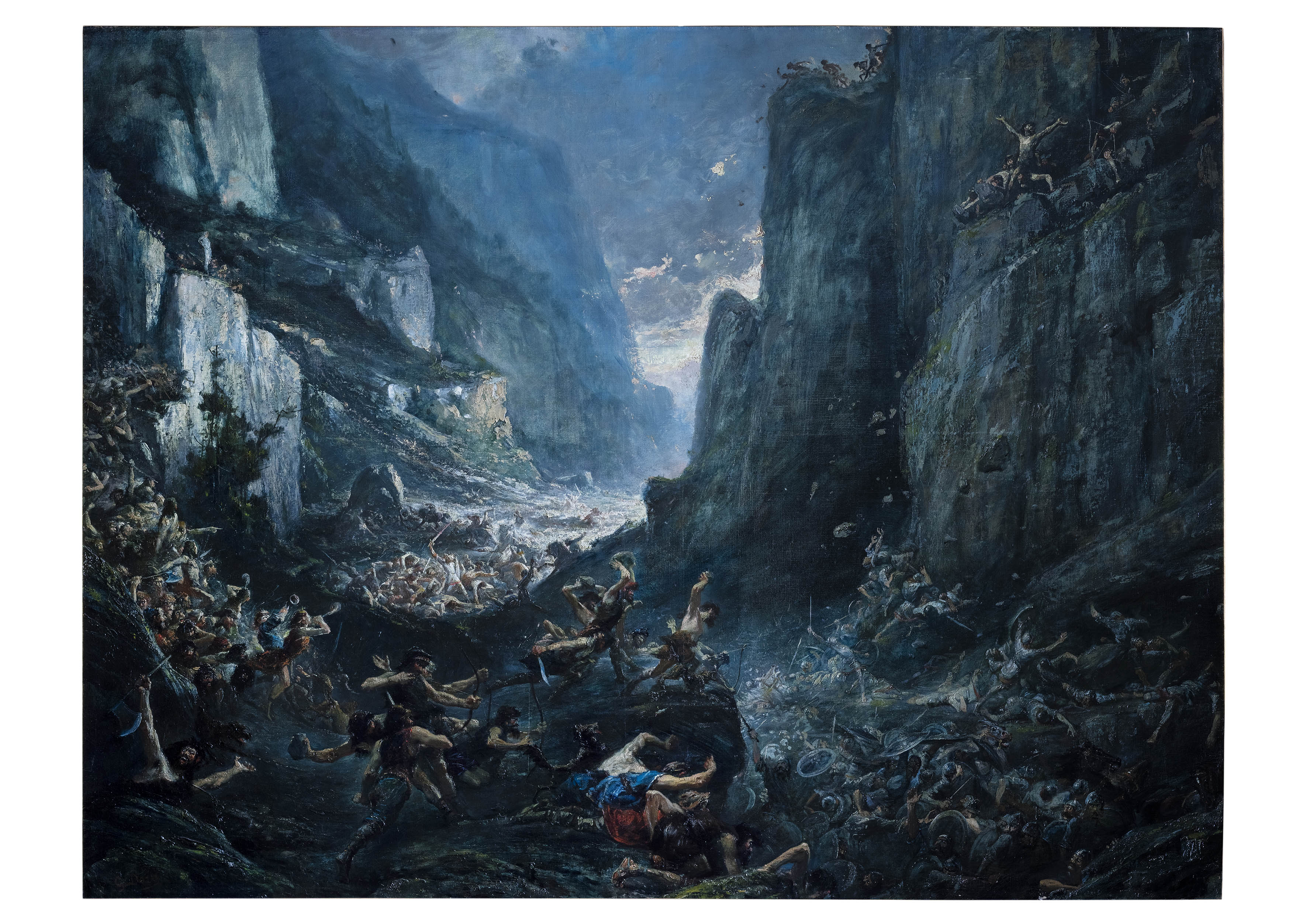
Roland à Roncevaux.
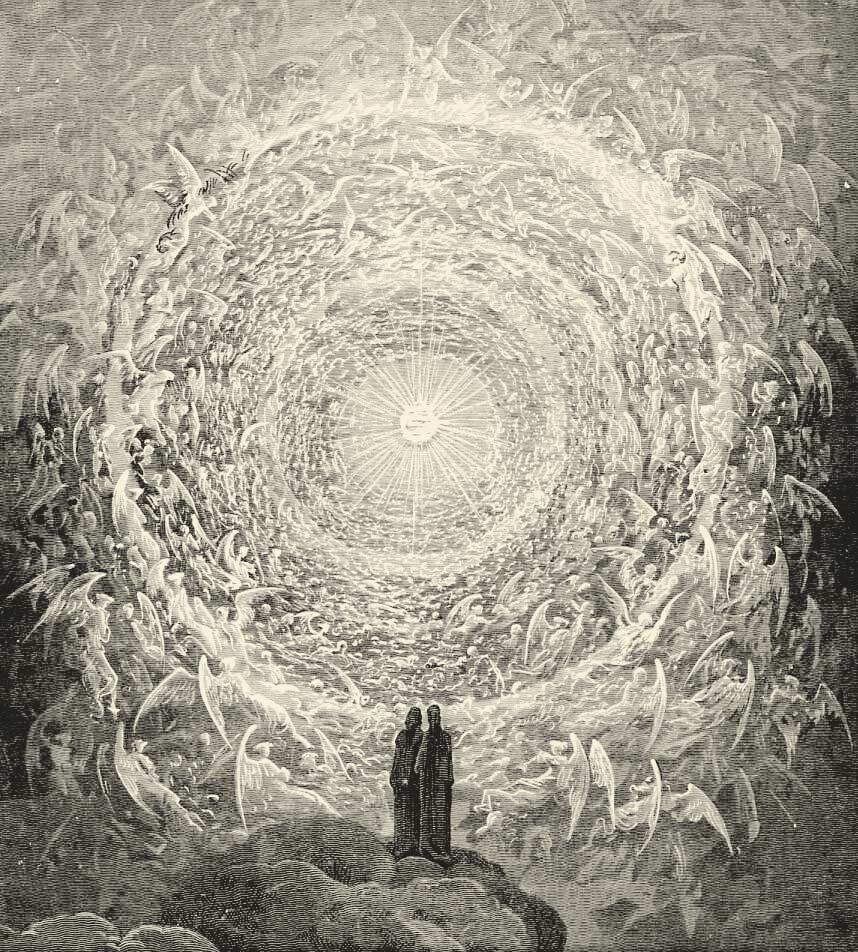
Dante et Béatrice au Paradis.
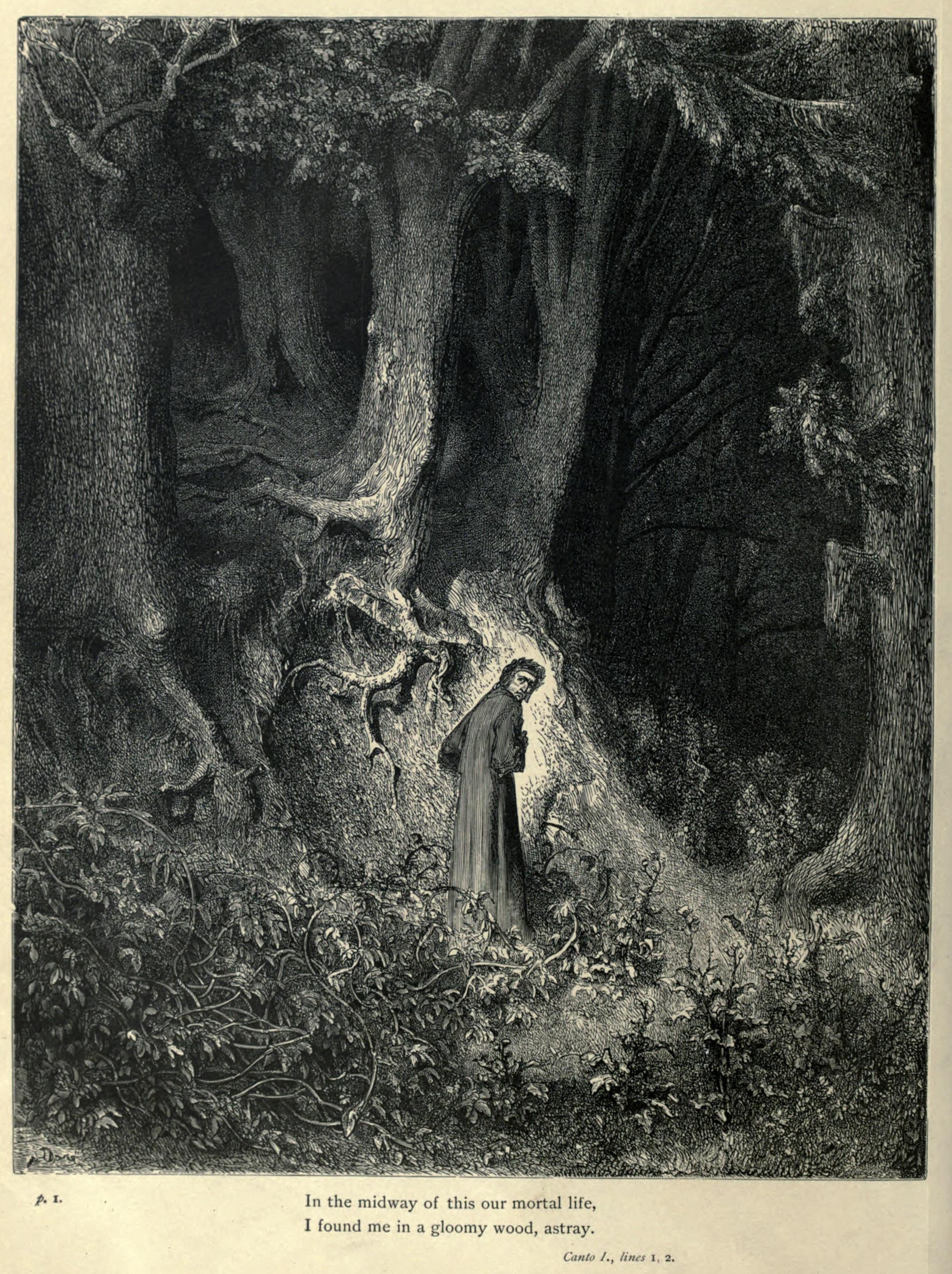
Dante : L'Enfer (chant I).
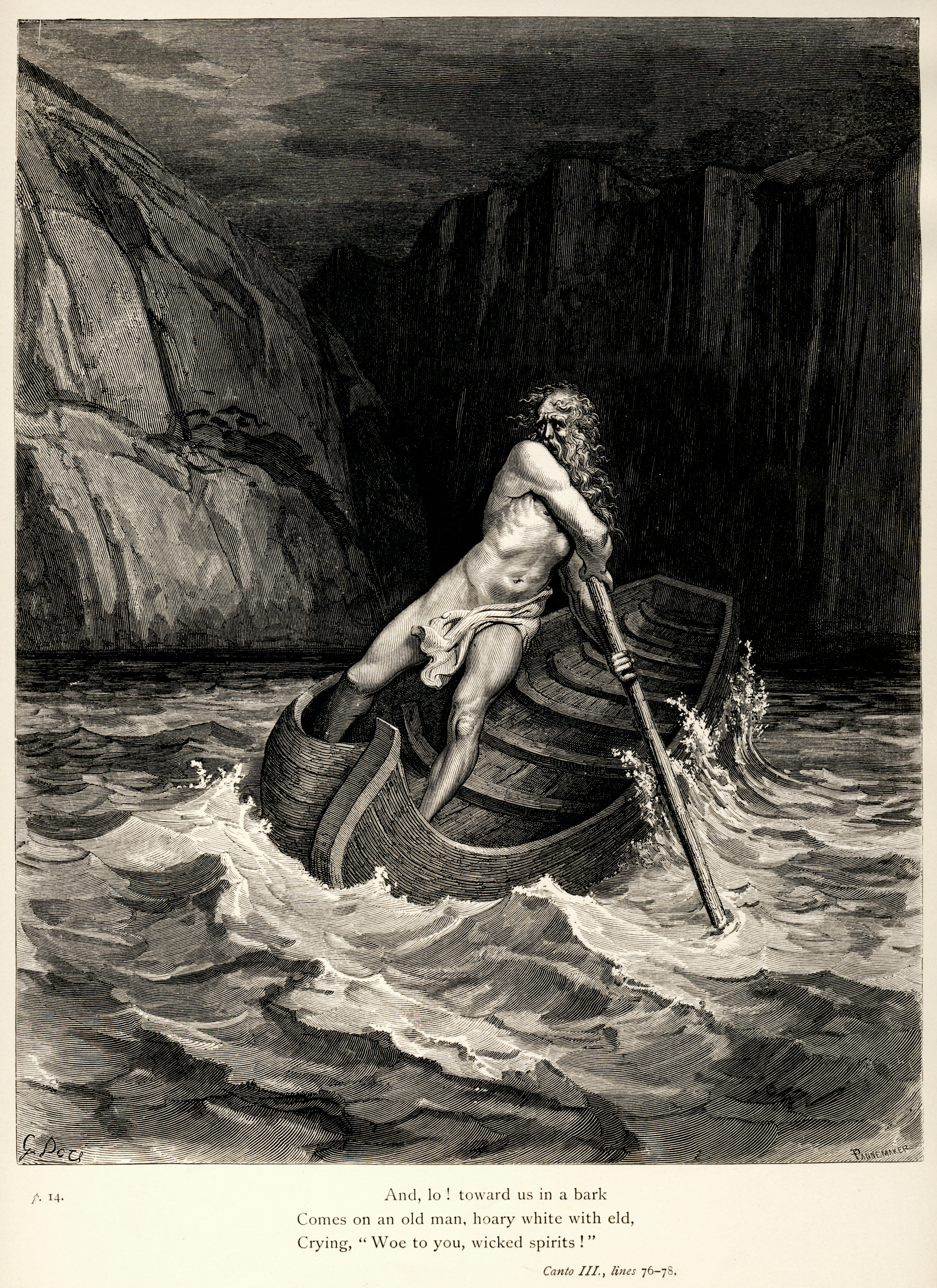
Dante : L'Enfer (chant 3).
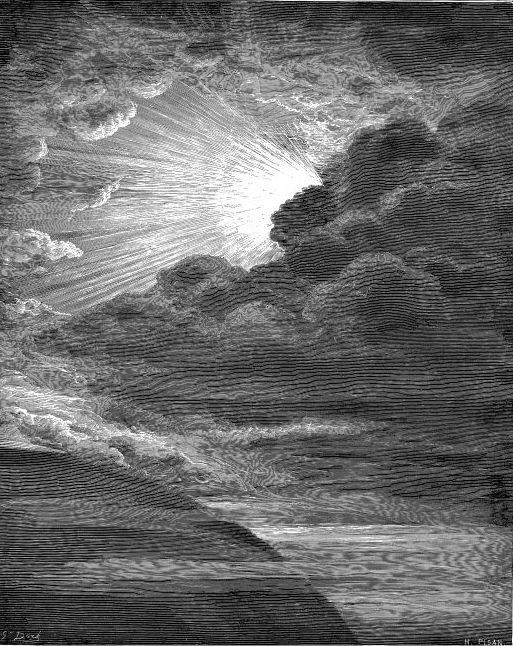
La Bible : Création de la lumière.
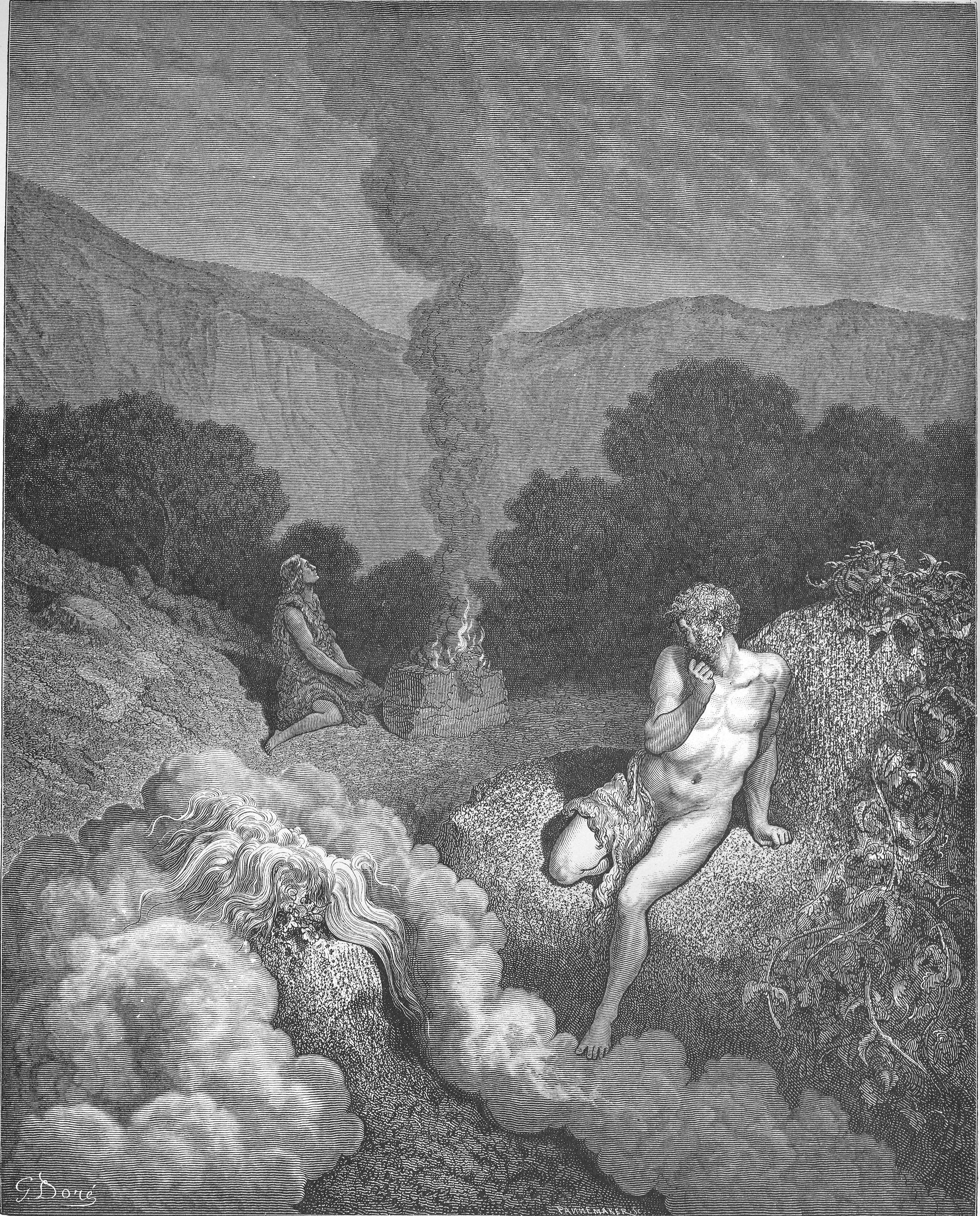
La Bible : Abel et Caïn.
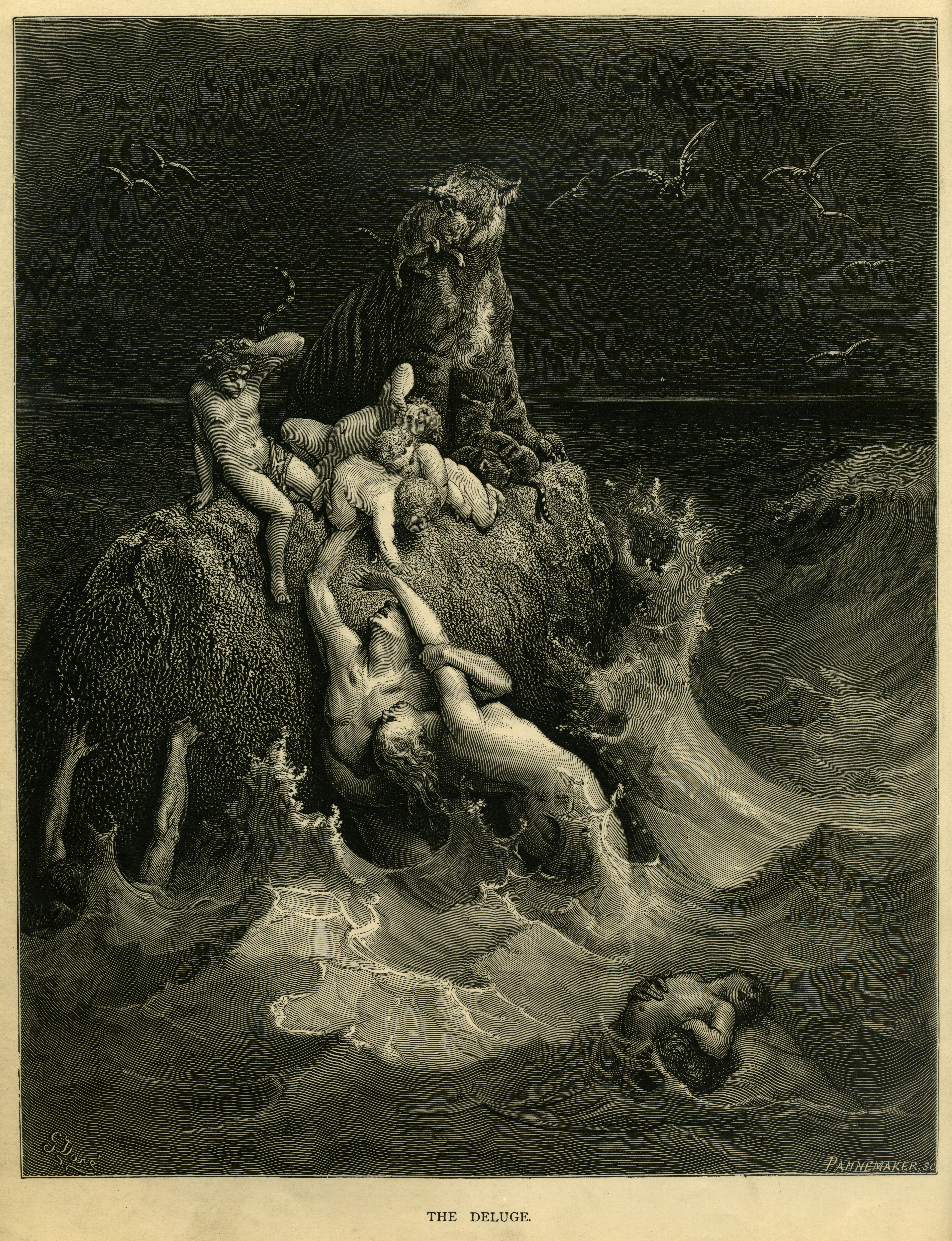
La Bible : Le Déluge.
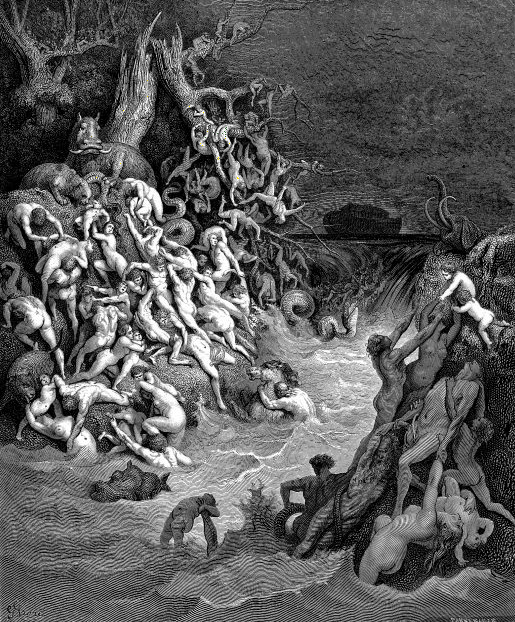
La Bible : Le Monde envahi par les eaux.
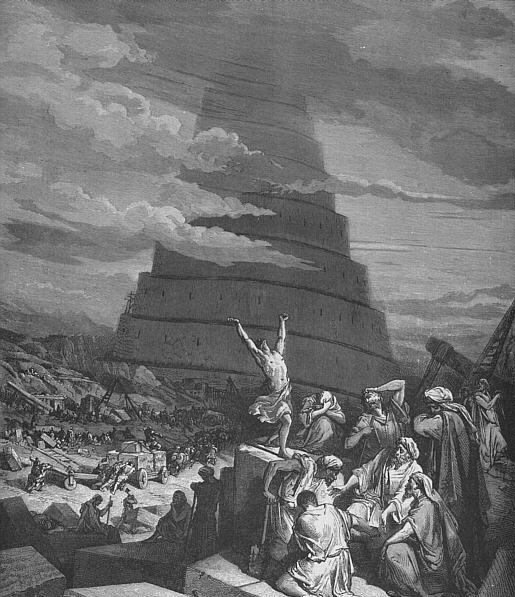
La Bible : La Tour de Babel.
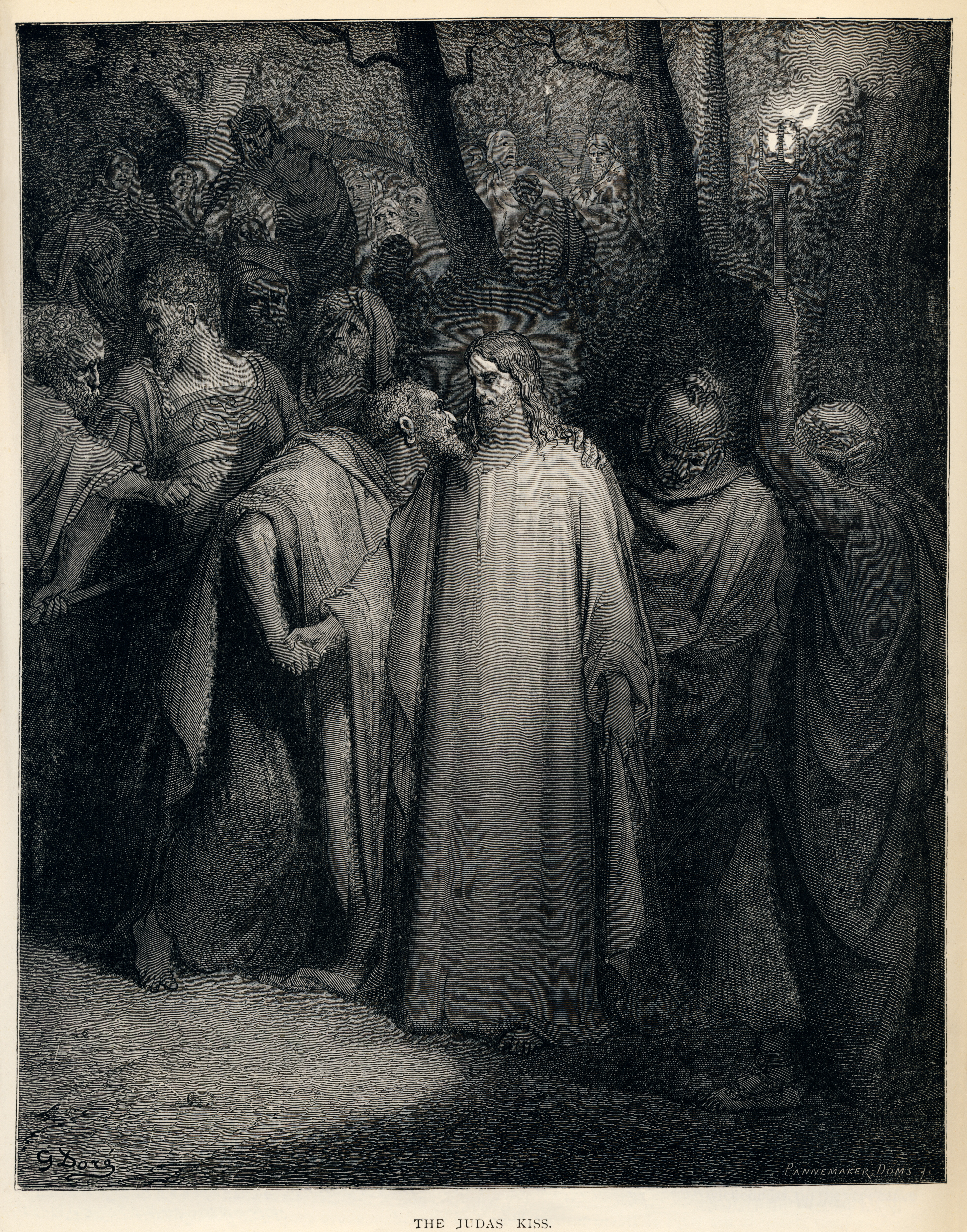
La Bible : Le Baiser de Judas.
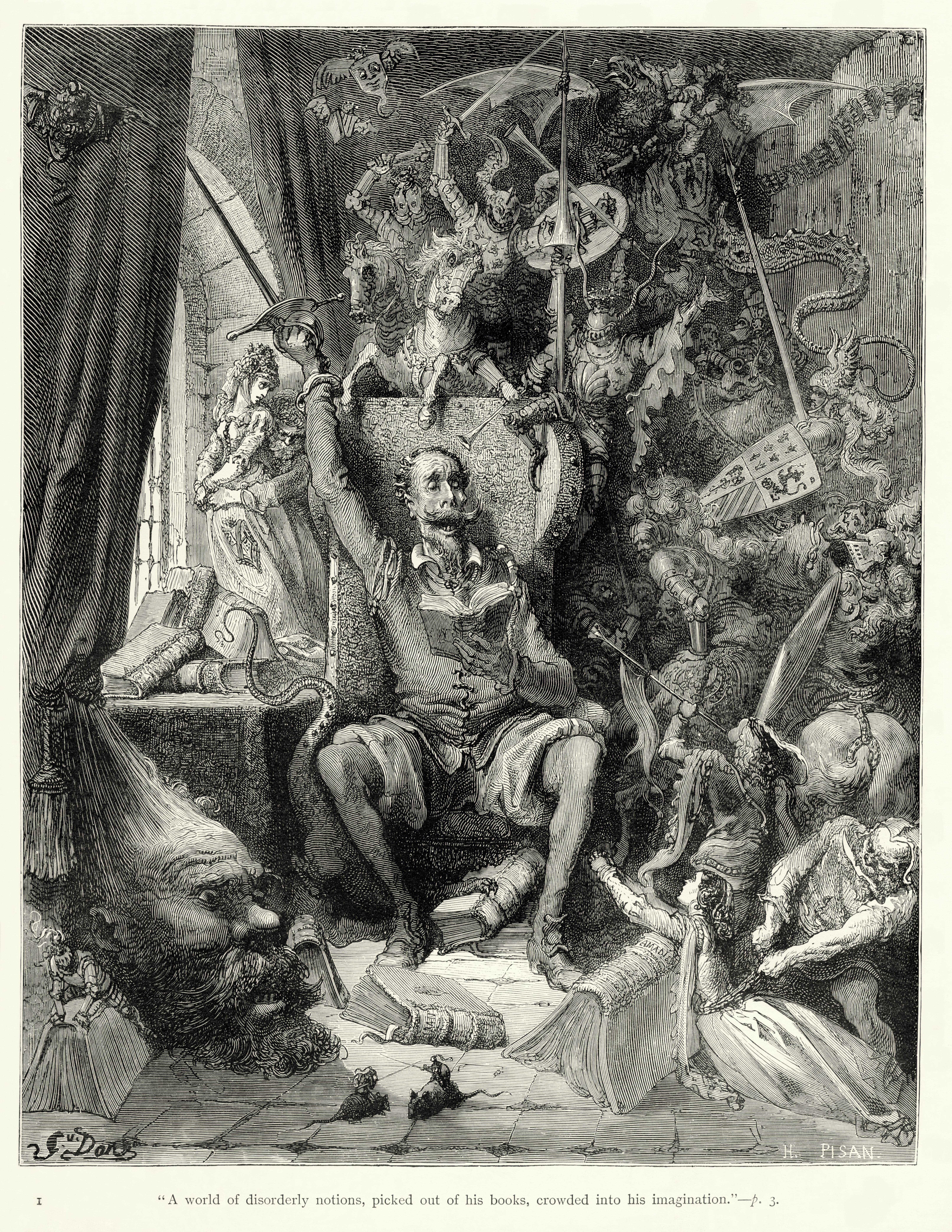
Cervantes : Don Quichotte (livre 1).
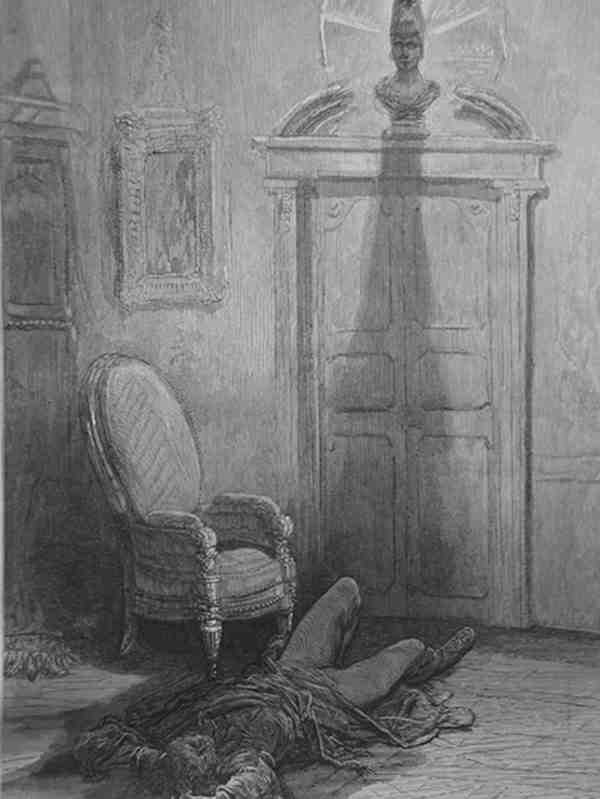
Edgar Poe : The Raven.
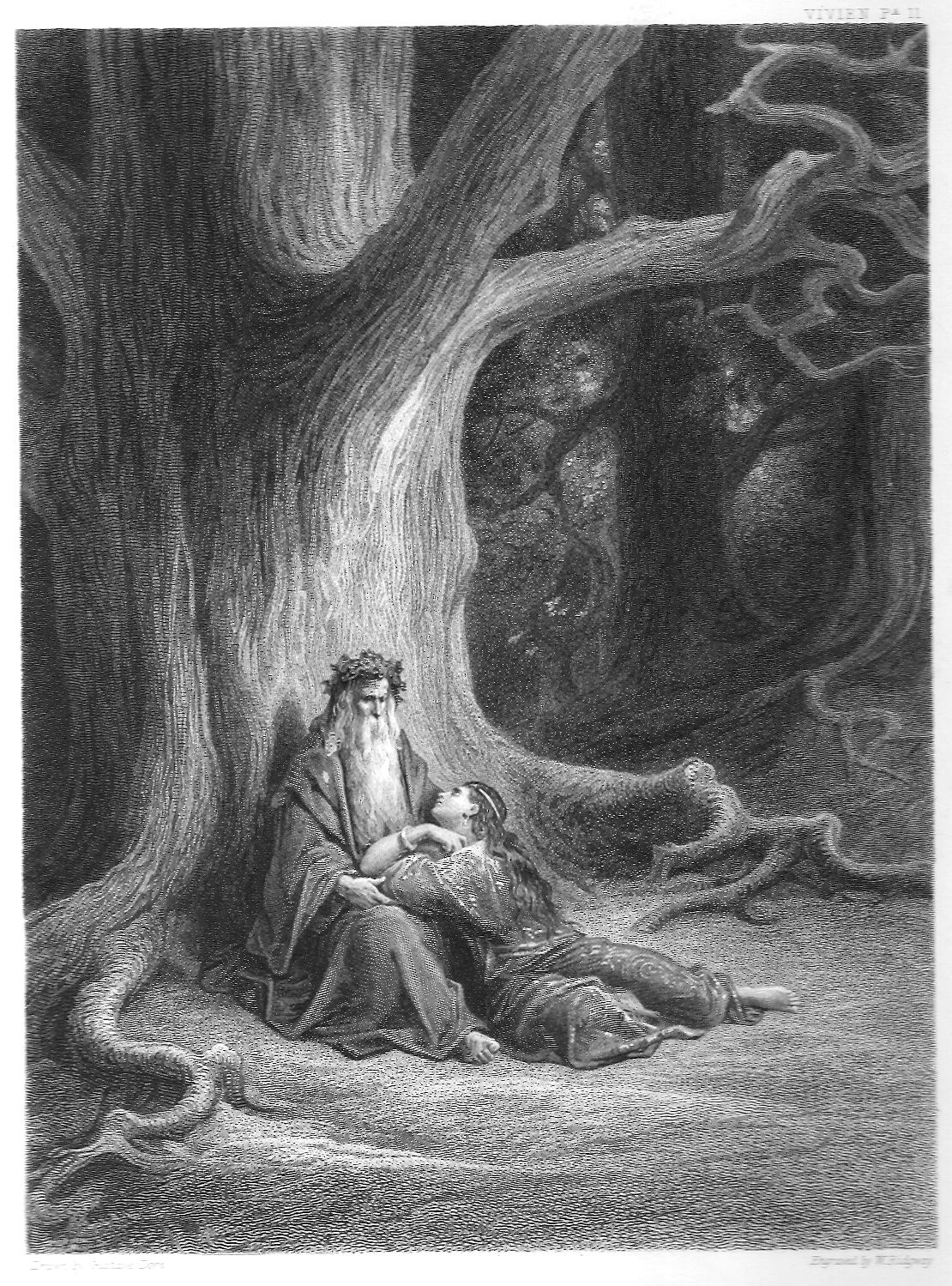
Alfred Tennyson : Vivien.
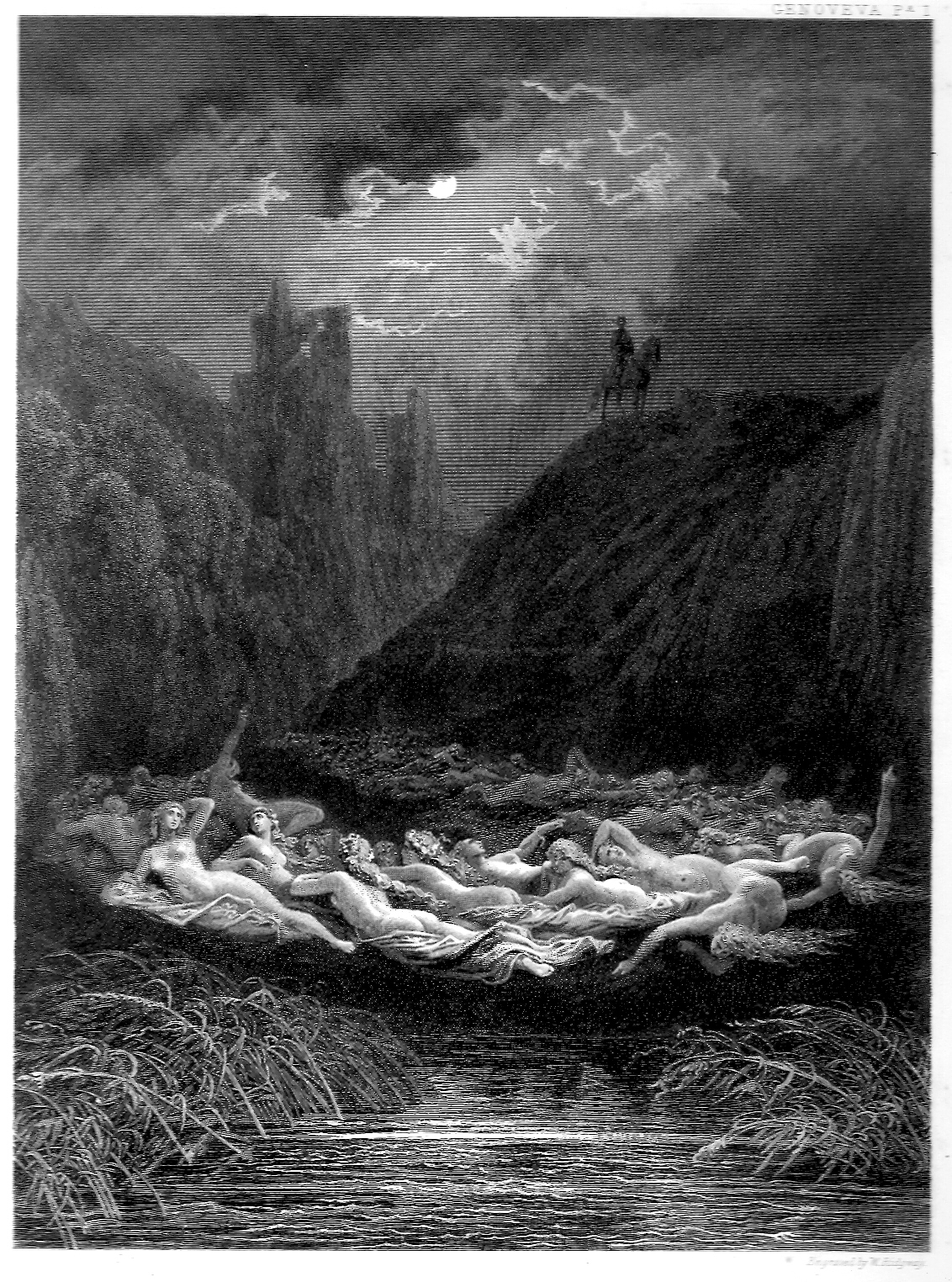
Tennyson : Genoveva.
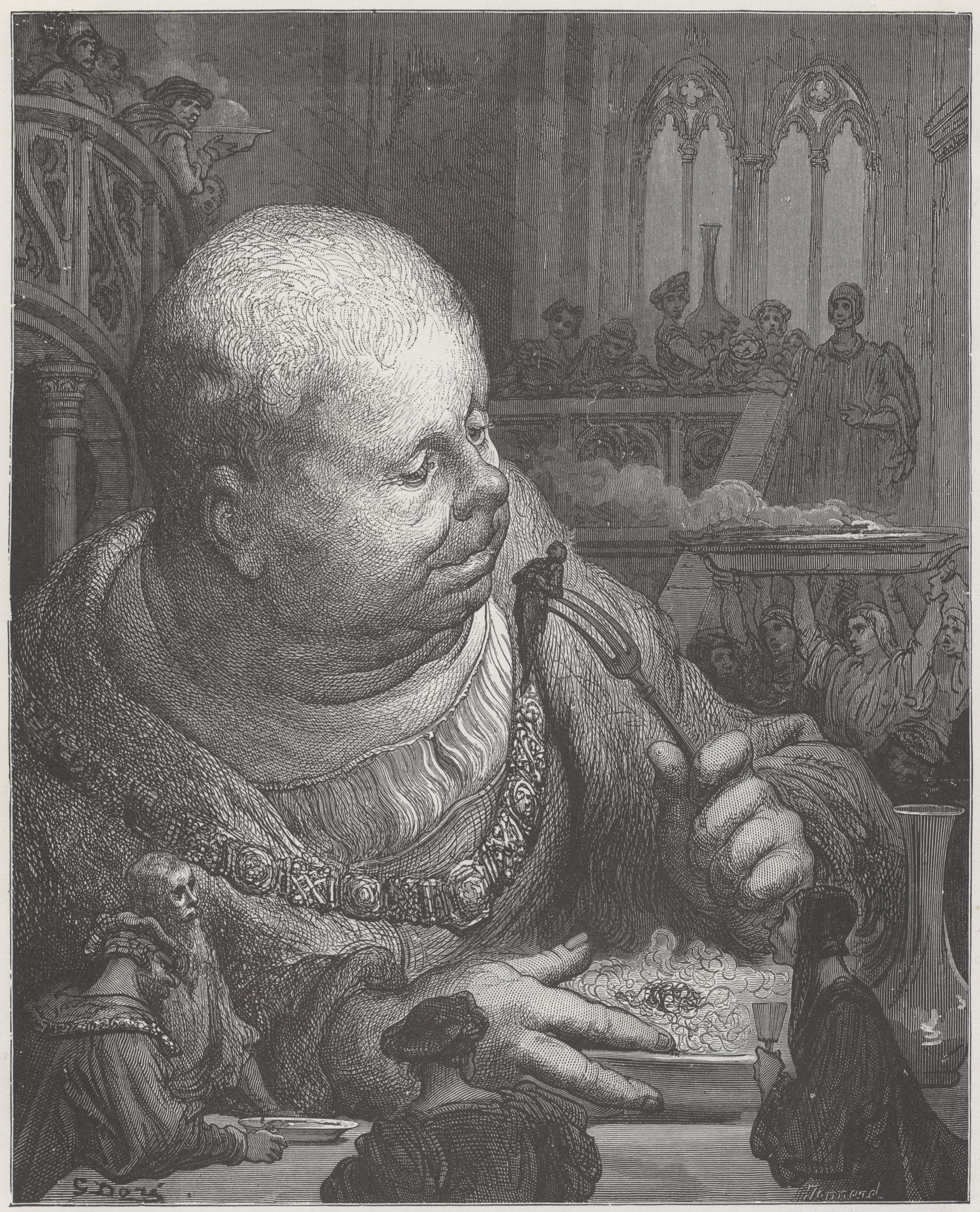
Gargantua, « Les pèlerins mangés en salade ».
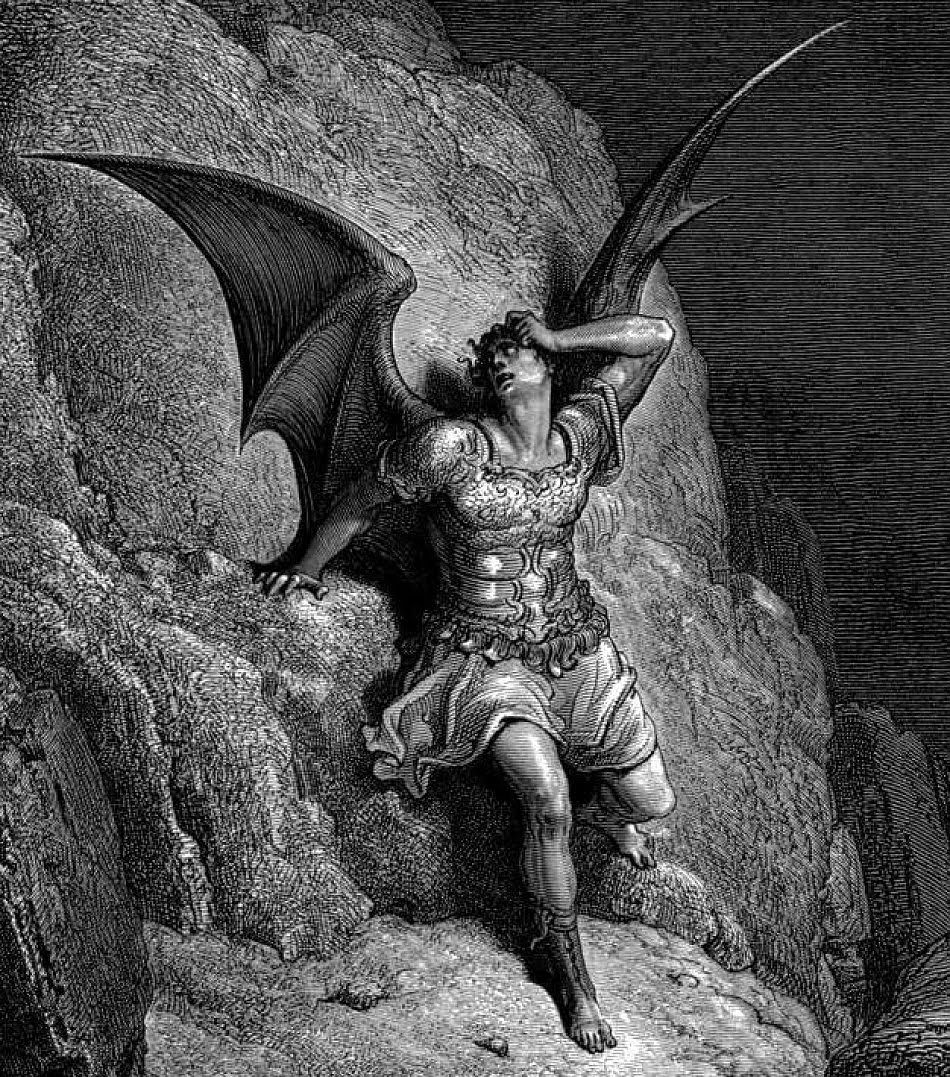
Milton : Le Paradis perdu, « Lucifer ».
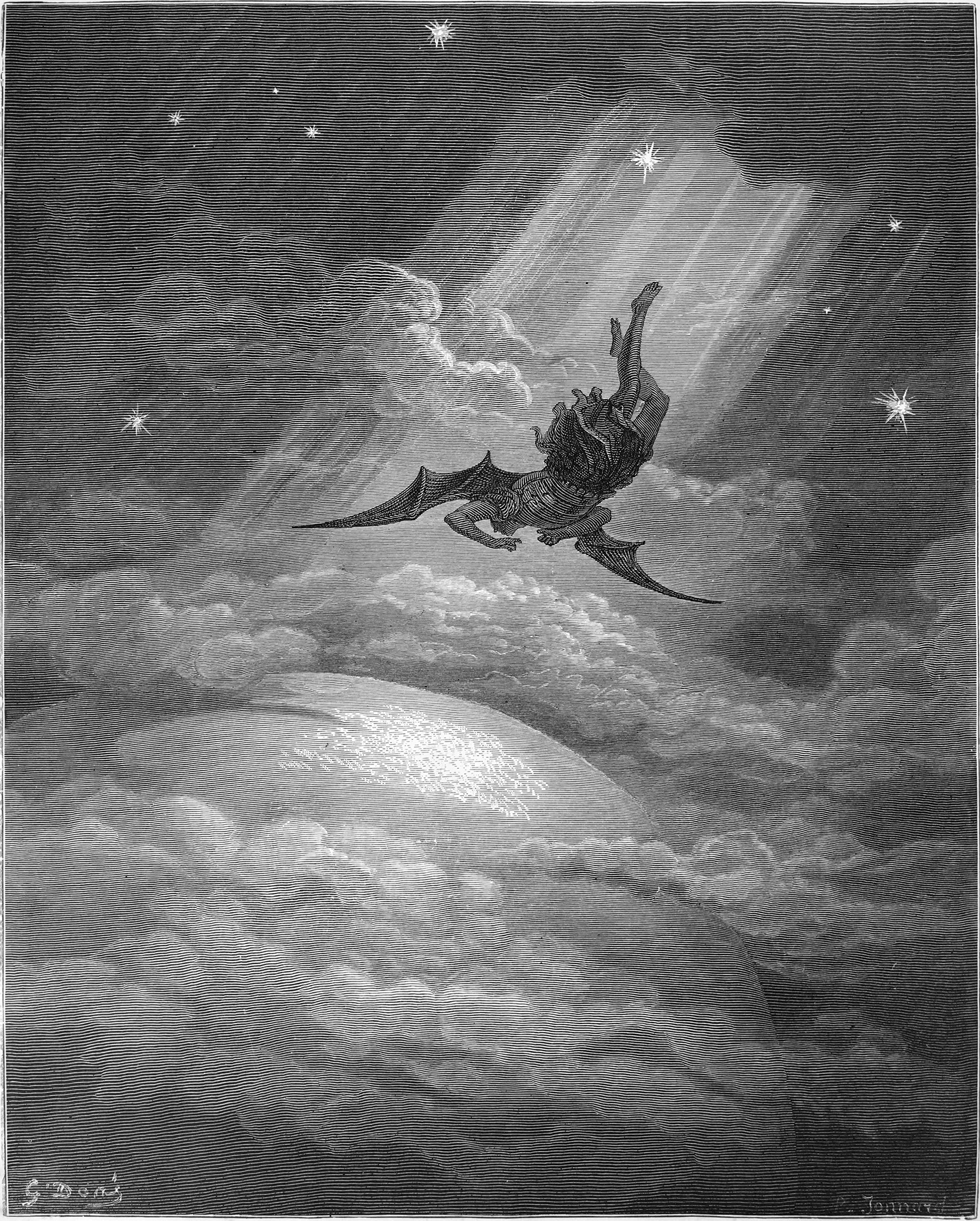
Le Paradis perdu, « La chute de Lucifer ».
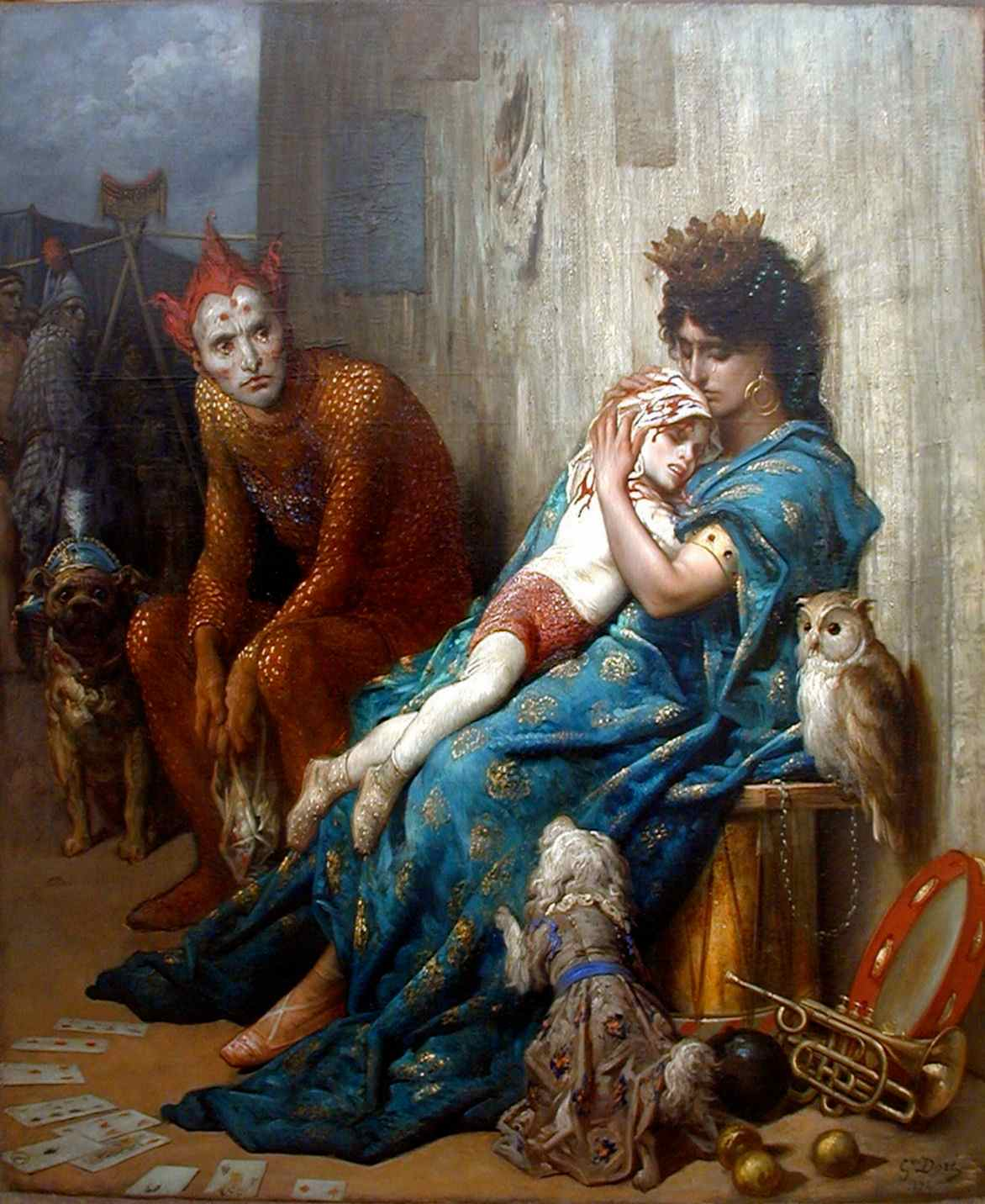
Les Saltimbanques, 1874 (tableau conservé au musée d'art Roger-Quilliot, Clermont-Ferrand).
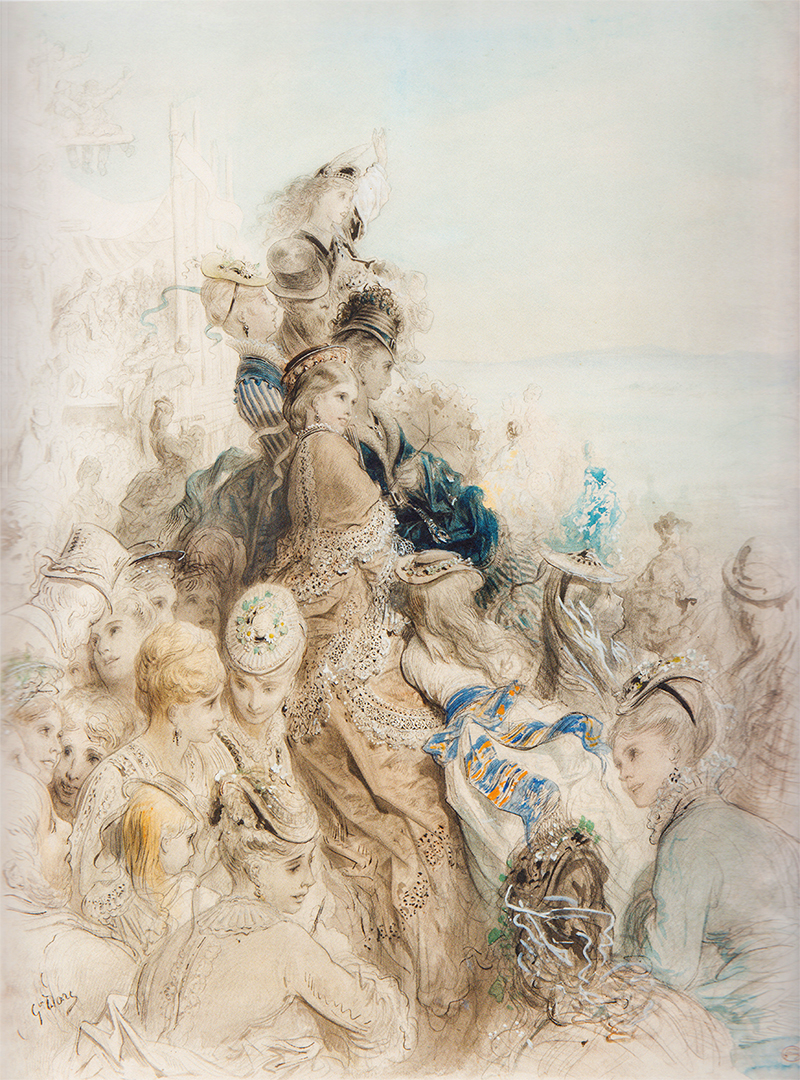
Le Grand Derby, vers 1870, aquarelle, crayon, rehaut de gouache blanche.
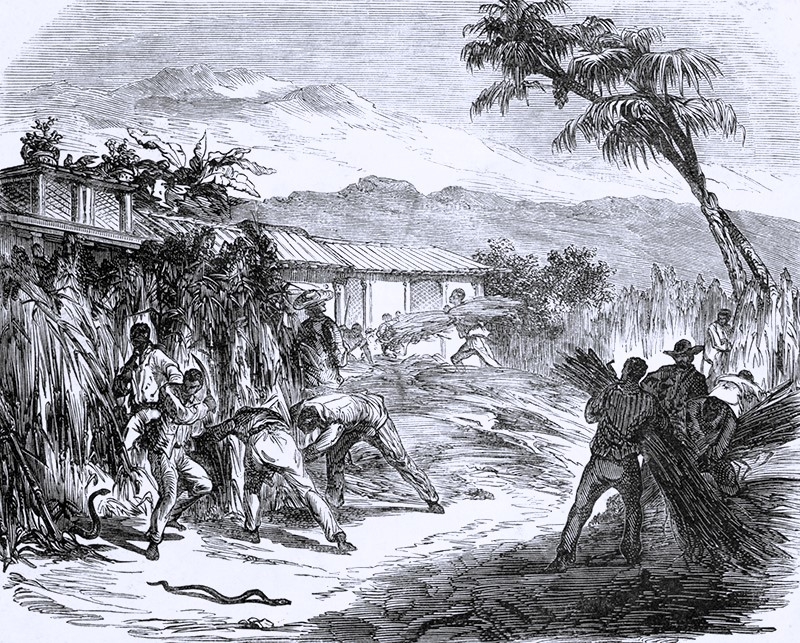
Une plantation à La Réunion.

## Gustave Doré par ses confrères

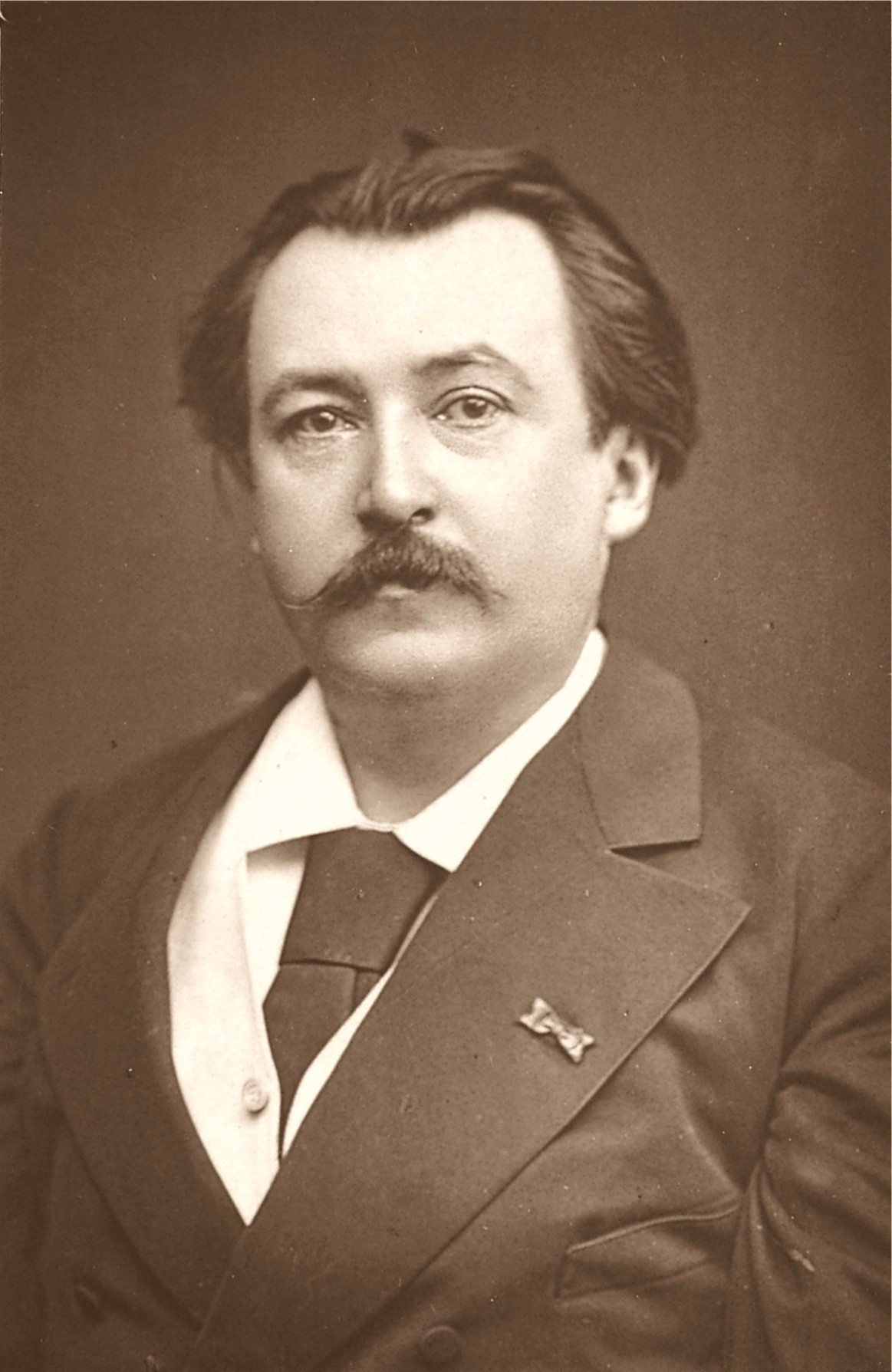
Carte de visite éditée par Fairless & Beeforth.
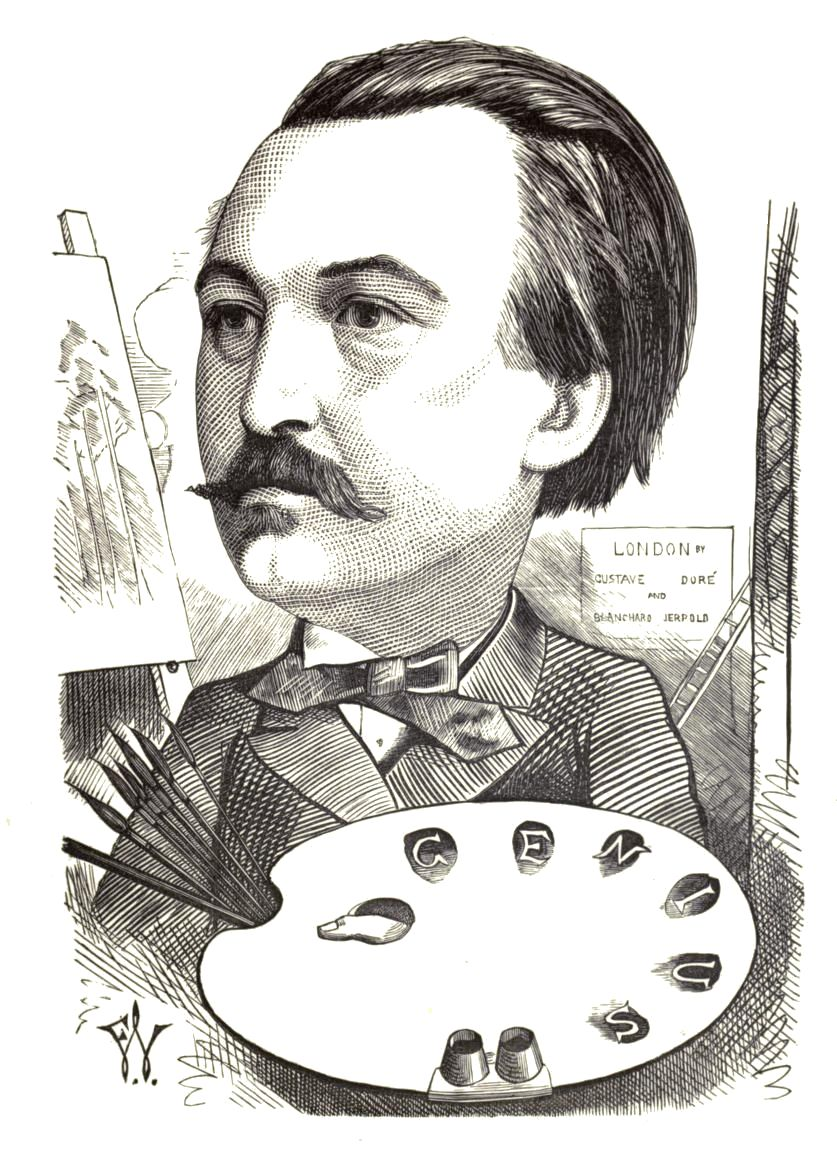
Gustave Doré en 1873 par Frederick Waddy.
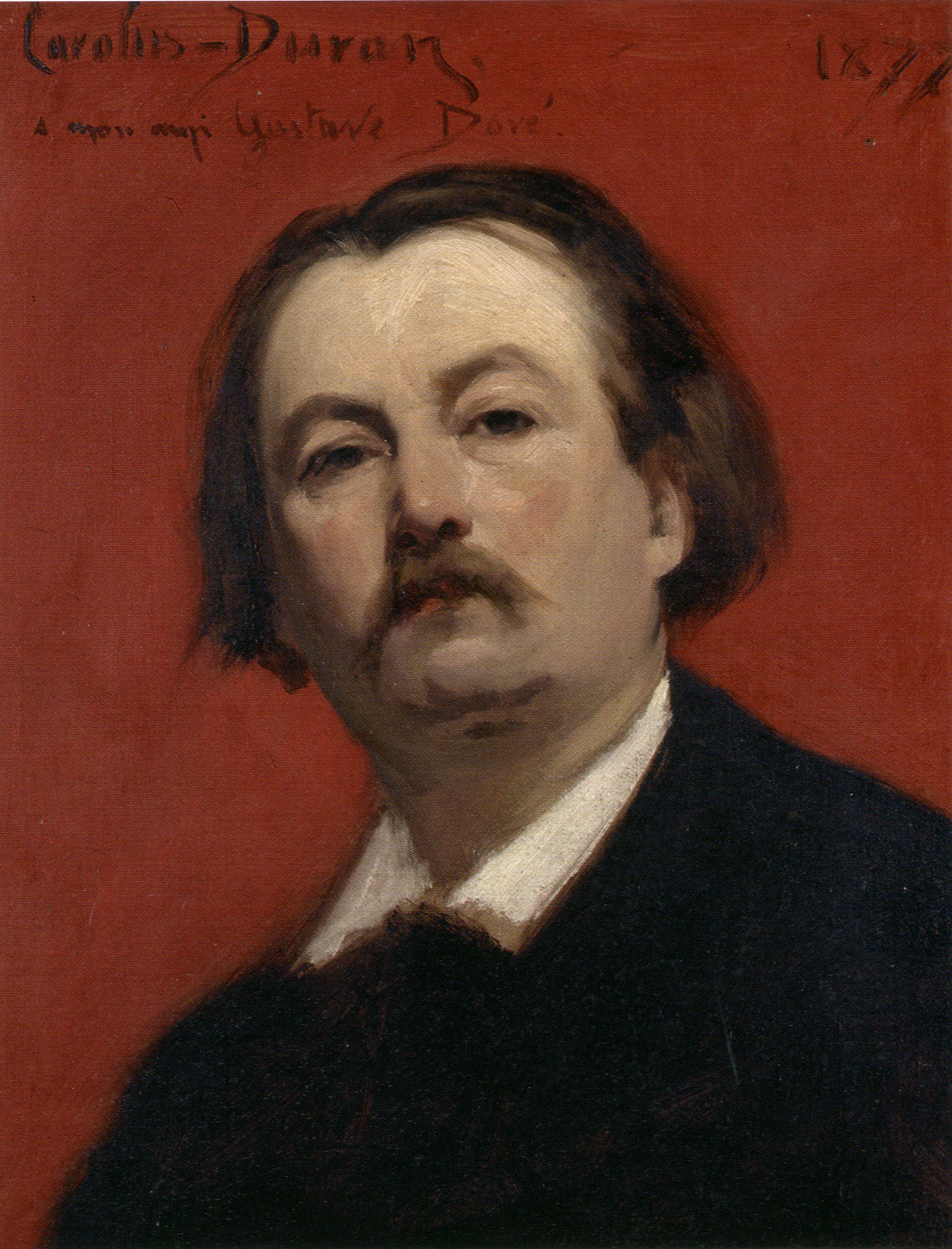
Gustave Doré en 1877 par Carolus-Duran[48].
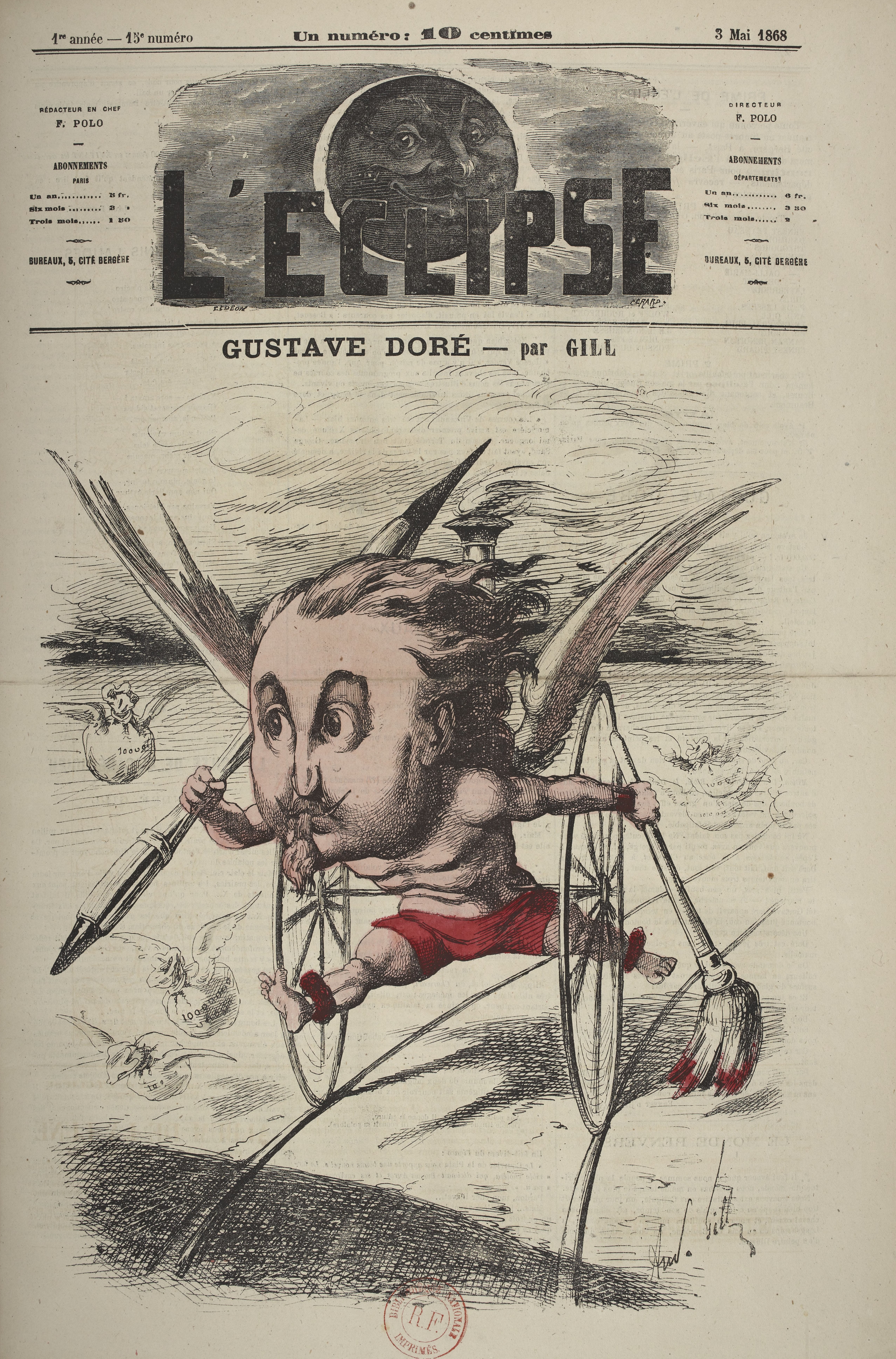
Caricature de Gustave Doré par André Gill en 1868.
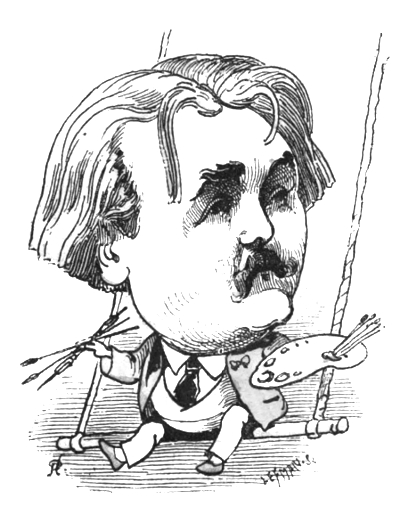
Caricature de Gustave Doré par Georges Lafosse en 1875.
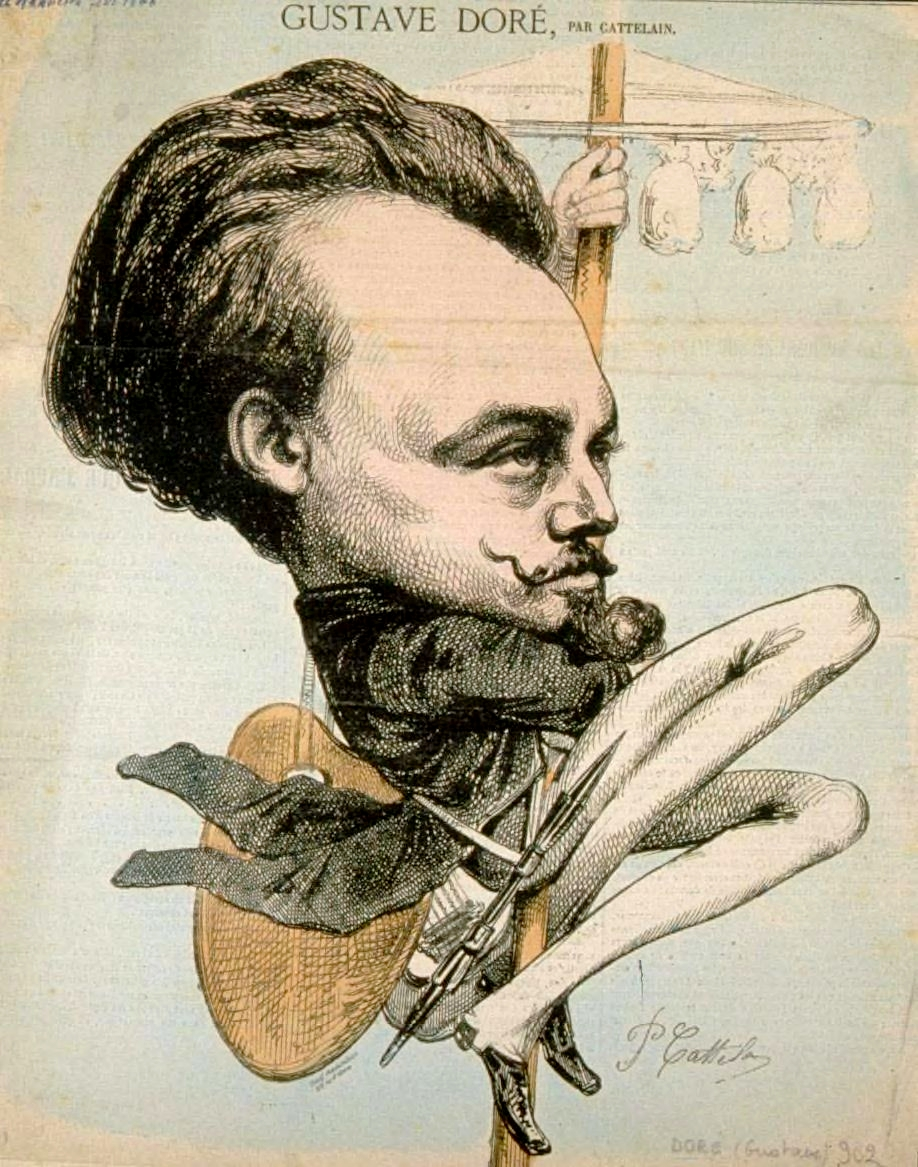
Lithographie de Gustave Doré par Philippe-Auguste Cattelain en 1868.

## Plaques commémoratives et autres

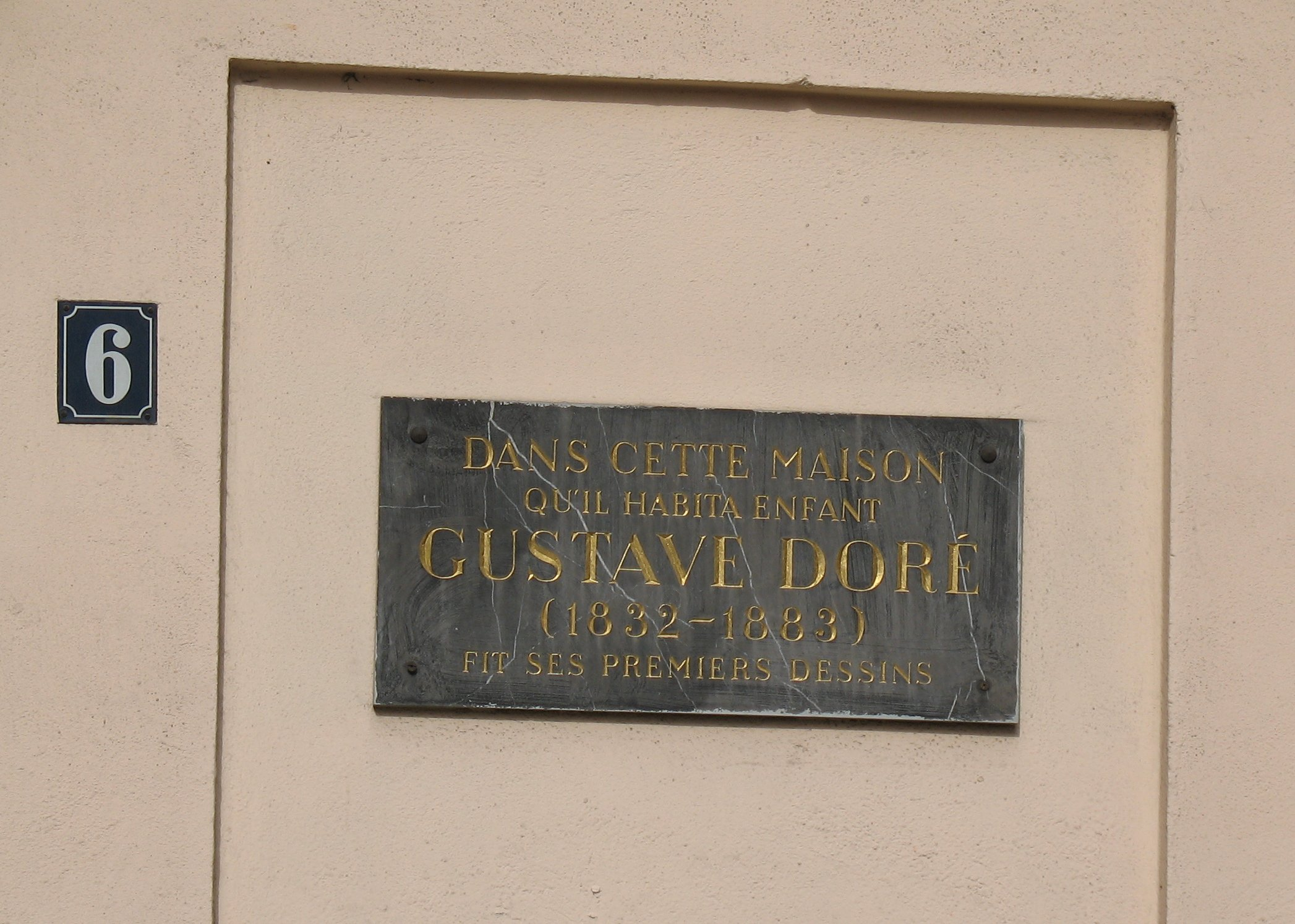
Plaque commémorative sur la maison d'enfance de Doré à Strasbourg.
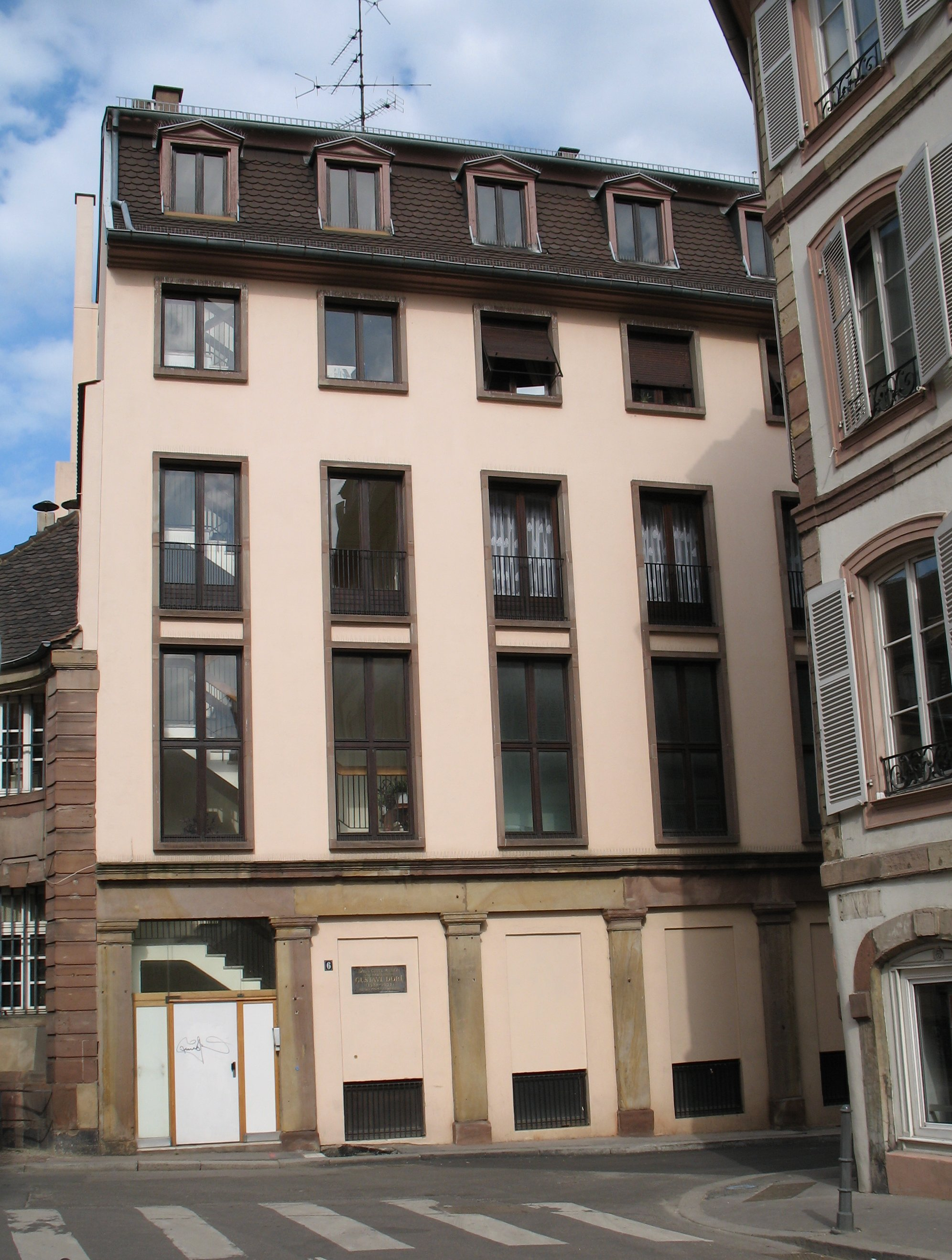
Maison où Doré fit ses premiers dessins (6 rue des Écrivains).

## Collection
En 1931, Henri Leblanc publie un catalogue raisonné qui recense 9 850 illustrations, 68 titres de musique, 5 affiches, 51 lithographies originales, 54 lavis, 526 dessins, 283 aquarelles, 133 peintures et 45 sculptures.
« Paris tel qu'il est », un ensemble de douze toiles colossales aujourd'hui perdues. Doré a failli les vendre à deux Américains vers 1853.

### Collections publiques
- Le musée de Brou à Bourg-en-Bresse, conserve pour sa part 136 œuvres de toute nature (peinture à l'huile, dessins, sculptures)[50].
- La bibliothèque des musées de Strasbourg dans le MAMCS près de 400 œuvres[51] y sont conservées (peintures, dessins, estampes, ouvrages illustrés). Le musée dispose d'une salle consacrée à Gustave Doré spécialement conçue par l'architecte Adrien Fainsilber pour y accueillir le disproportionné « Le Christ quittant le prétoire » de 600 × 900 cm.
- La bibliothèque nationale de France possède un fonds numérisé sur sa plateforme Gallica[52]. Le département des Estampes et de photographie de la BnF conserve un œuvre de Gustave Doré riche de 4 221 pièces réunies en 34 recueils factices[53].
- Le musée d'Orsay a une collection de dessins et de peintures[54].
- Au Château-Musée de Nemours.
- Le musée d'Arts de Nantes expose Le Christ quittant le prétoire, 1876-1883, huile sur toile, 475 x 717 cm[55].

## Expositions

### Expositions personnelles
| Dates | Musée                               | Nom de l'exposition         | Ville           |
| ----- | ----------------------------------- | --------------------------- | --------------- |
| 2014  | BnF et musée d'Orsay                | Gustave Doré                | Paris           |
| 1993  |                                     |                             | Strasbourg      |
| 1983  | Musée d'Art Moderne et Contemporain | Gustave Doré : 1832 - 1883  | Strasbourg      |
| 1982  | Wilhelm Busch Museum (en)           | Gustave Doré 1832-1883      | Hanovre         |
| 1974  | BnF - Site Cardinal de Richelieu    | Gustave Doré                | Paris           |
| 1963  | Musée de Brou                       | L'œuvre de Doré             | Bourg-en-Bresse |
| 1954  |                                     | Rétrospective               | Strasbourg      |
| 1932  | Petit Palais                        | Rétrospective du centenaire | Paris           |

### Expositions collectives
| Dates     | Musée                               | Nom de l'exposition | Ville        |
| --------- | ----------------------------------- | --- | ------------ |
| 2014-2015 | Musée d'Orsay                       | 7 ans de réflexion. Dernières acquisitions du musée d'Orsay. 2008-2014                                                      | Paris        |
| 2014-2015 | Musée d'Orsay                       | Les archives du rêve. Dessins du musée d'Orsay - Carte blanche à Werner Spies                                               | Paris        |
| 2014      | MAMCS                               | Doré & friends | Strasbourg   |
| 2012      |                                     | Divine Comédie de Dante illustrée par Doré et deux artistes italiens                                                        | Parme        |
| 2011-2012 | Grand Palais                        | Des jouets et des hommes | Paris        |
| 2011-2012 | Musée des Beaux-Arts                | Des jouets et des hommes | Helsinki     |
| 2011      | Hôtel de Ville                      | Paris au temps des impressionnistes                                                                                         | Paris        |
| 2010      | Galerie Tretiakov                   | Voyager et dessiner. Dessins du musée du Louvre et du musée d'Orsay                                                         | Moscou       |
| 2009      | Musée du Louvre                     | Imaginaire de l'Arioste, l'Arioste imaginé                                                                                  | Paris        |
| 2009      | Musée Félicien Rops                 | Mihaly Zichy & Gustave Doré                                                                                                 | Namur        |
| 2007      | Grand Palais                        | Il était une fois Walt Disney. Aux sources de l'art des studios Disney                                                      | Paris        |
| 2006-2007 | Musée des beaux-arts                | Il était une fois Walt Disney. Aux sources de l'art des studios Disney                                                      | Montréal     |
| 2006-2007 | Kunsthaus Zürich                    | Dans les Alpes | Zürich       |
| 1994      | Musée du Louvre                     | Largesse | Paris        |
| 1992      | Musée du Louvre                     | Souvenirs de voyages : autographes et dessins français du XIXe siècle                                                       | Paris        |
| 1991-1992 | Fondation Thyssen-Bornemisza        | La Suisse sublime vue par les peintres voyageurs (1770-1914)                                                                | Lugano       |
| 1991-1992 | Musée d'Art et d'Histoire           | La Suisse sublime vue par les peintres voyageurs (1770-1914)                                                                | Genève       |
| 1991      | Grand Palais                        | De Corot aux Impressionnistes, donations Moreau-Nélaton                                                                     | Paris        |
| 1990-1991 | Musée d'Orsay                       | De Manet à Matisse : sept ans d'enrichissements au musée d'Orsay                                                            | Paris        |
| 1989-1990 | Musée d'Orsay                       | Livres d'enfants, livres d'images                                                                                           | Paris        |
| 1984      | Palais de Tokyo                     | Nouvelles acquisitions du musée d'Orsay                                                                                     | Paris        |
| 1983      | Musée du Louvre                     | L'aquarelle en France au XIXe siècle : LXXIXe exposition du Cabinet des dessins                                             | Paris        |
| 1980      | Musée national d'Art moderne        | La grisaille | Paris        |
| 1978-1979 | Philadelphia Museum of Art          | L'Art en France sous le Second Empire                                                                                       | Philadelphie |
| 1978-1979 | Detroit Institute of Arts           | L'Art en France sous le Second Empire                                                                                       | Détroit      |
| 1978-1979 | Grand Palais                        | L'Art en France sous le Second Empire                                                                                       | Paris        |
| 1973      | Musée du Louvre                     | Présentation des nouvelles acquisitions                                                                                     | Paris        |
| 1972      | Hessisches Landesmuseum Darmstadt   | Von Ingres bis Renoir : Meisterzeichnungen aus dem Louvre, Paris                                                            | Darmstadt    |
| 1955      | Musée du Louvre                     | Choix de pièces des donations et acquisitions du cabinet des Dessins du Louvre 1946-1954                                    | Paris        |
| 1949      | Musée national Eugène Delacroix     | Delacroix et le Paysage romantique                                                                                          | Paris        |
| 1937      | Musée d'Art et d'Histoire de Genève | Le paysage français avant les impressionnistes                                                                              | Genève       |
| 1936      | Musée de l'Orangerie                | L'aquarelle de 1400 à 1900                                                                                                  | Paris        |
| 1933      | Musée de l'Orangerie                | Pastels, aquarelles et dessins de paysagistes français du XIXe siècle appartenant au cabinet des dessins du musée du Louvre | Paris        |

## Hommages

### Citations
« Ce garçon de vingt ans sera le plus grand peintre de l'époque, s'il ne l'est pas déjà. »

— Théophile Gautier en 1855 rapporté par Nadar
- Émile Zola rendit hommage à Gustave Doré dans un article intitulé « Cervantès et Gustave Doré, à propos de Don Quichotte illustré » paru dans le Journal populaire de Lille du 20 décembre 1863[58] : « On appelle ça illustrer un ouvrage : moi, je prétends que c'est le refaire. Au lieu d'un chef-d’œuvre, l'esprit humain en compte deux. C'est une même pensée traduite en deux langues. »

« Jusqu'à son physique m'ennuie et m'est désagréable ; c'est un homme gras, frais, poupin, la face ronde, plate, une figure de lune, de lanterne magique; son teint d'enfant de chœur, sa mine sans âge, où le labeur effrayant de sa production n'a pas mis d'années, cet air d'enfant prodige — tout cela m'est d'un contact antipathique et finit par me mettre mal à l'aise. »

— Edmond de Goncourt en 1866
- Jules-Antoine Castagnary dit de lui en 1877 : « Nous constaterons avec tristesse, que mauvais dessinateur et mauvais peintre, M.Gustave Doré vient d'ajouter à sa réputation celle de mauvais sculpteur. Quel bénéfice en tirera-t-il ? »

« Non, jamais tragédie ne m'a remué à ce point ! […] Non, il n'y avait pas sur le pavé de Paris d'être plus malheureux que celui-ci : il était dégoûté de tout; il ne fallait pas lui parler de sa gloire d'illustrateur; c'était précisément de cela qu'il souffrait le plus. On lui jetait toujours ses illustrations à la tête pour tuer le peintre. »

— Albert Wolff vers 1884

« Car à sa silhouette on doit rester fidèle !

La mienne me convient si c'est à cause d'elle

Qu'à la sottise je déplus !

Qui me dessinerait un bon harnois de guerre ?

Je n'ai pas confiance au goût de l'antiquaire,

Et Gustave Doré n'est plus ! »

— Edmond Rostand dans Les Musardises

### Postérité
Gustave Doré est la source d'inspiration directe ou indirecte de plusieurs générations d'illustrateurs, mais également de cinéastes,, (Le Voyage dans la Lune de Georges Méliès en 1902, Dante's Inferno (en) d'Henry Otto en 1924, La Belle et la Bête de Jean Cocteau en 1946, Star Wars de George Lucas en 1977, Les Aventures du baron de Münchhausen de Terry Gilliam en 1988).

Affiche inspirée par une gravure de Gustave Doré
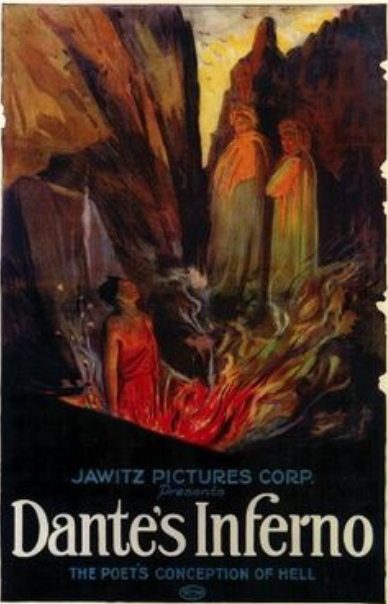
Affiche du film Dante's Inferno de Henry Otto en 1924.
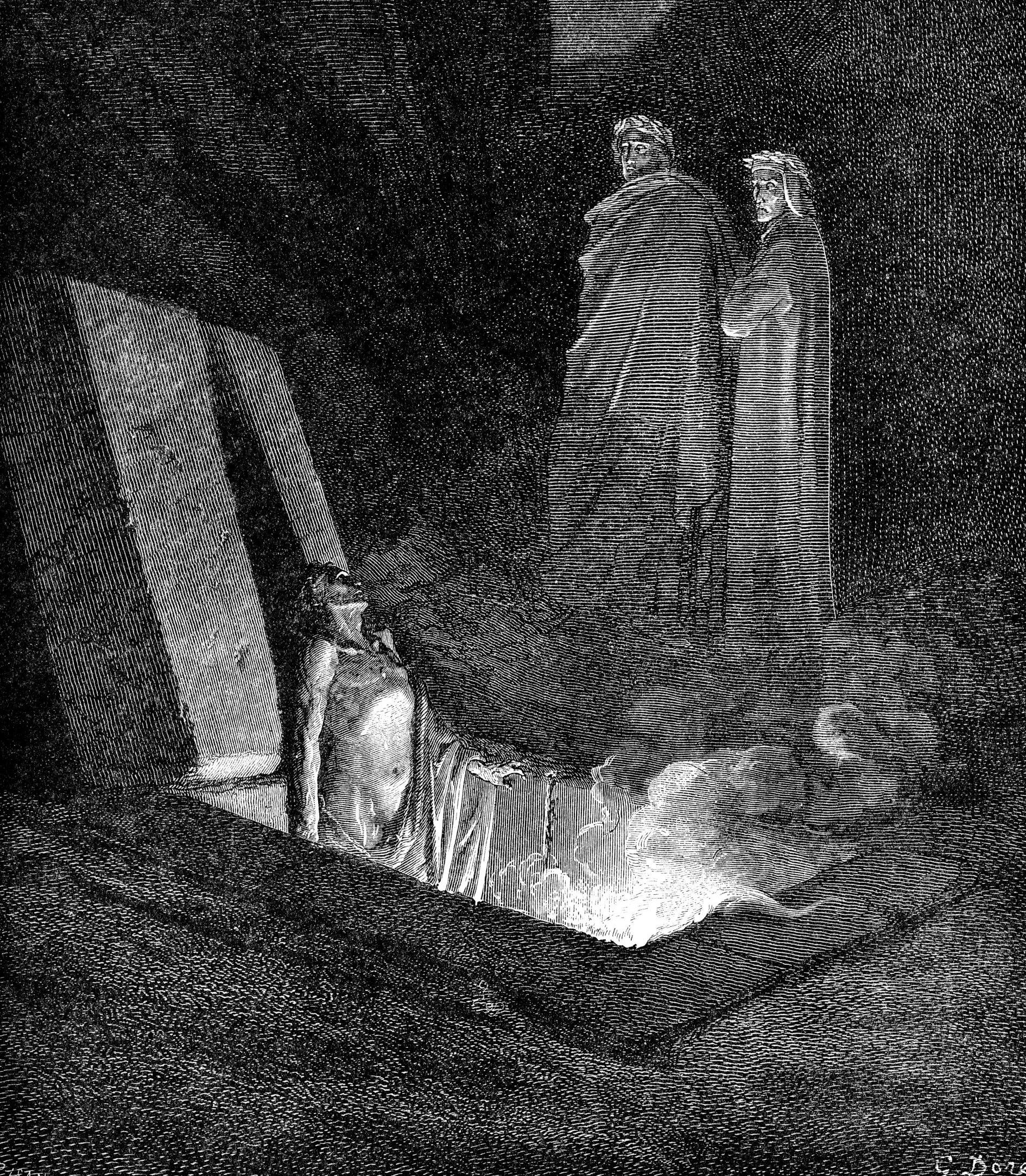
Gustave Doré - Illustration de La Divine Comédie de Dante Alighieri - L'Enfer, chant 10, 1861.

### Prix et distinctions
- Gustave Doré est nommé chevalier de la Légion d'honneur le 15 août 1861[64] puis officier de la Légion d'honneur en 1879. Il est fait officier par Émile Duhousset.
- Il est fait chevalier de l’Ordre des saints Maurice et Lazare en 1861 par le ministre de l’État italien[65].
- Il se voit décoré commandeur de l’Ordre de Charles III par la reine d’Espagne, en 1866[66].
- Lors du festival d'Angoulême 2019, Les Travaux d’Hercule reçoit le prix du patrimoine[67].

### Catalogue d'exposition
- Exposition rétrospective Gustave Doré 1832 — 1883, édition du Palais des beaux-arts de la ville de Paris (Petit Palais), 1932[68].
- Gustave Doré 1832-1883, catalogue d'exposition, Strasbourg, Musée d'Art Moderne et Cabinet des estampes, 1983[69].
- Philippe Kaenel (dir.) Gustave Doré (1832-1883). L'imaginaire au pouvoir, Paris, Flammarion, 2014 (à l'occasion de la rétrospective de l'œuvre au Musée d'Orsay (Paris) et au Musée des beaux-arts du Canada (Ottawa).
- Delille Damien, L'Imaginaire, Gustave Doré au musée d'Orsay, Paris, Flammarion, 2014 (album bilingue anglais-français de l'exposition « Gustave Doré (1832 - 1883). L'imaginaire au pouvoir »)  (ISBN 978-2-08-131642-3)